# Glee (Fernsehserie)/Episodenliste

Logo zur Serie

Diese Episodenliste enthält alle Episoden der US-amerikanischen Musical-Comedy-Serie Glee, sortiert nach der US-amerikanischen Erstausstrahlung. Zwischen 2009 und 2015 entstanden in sechs Staffeln insgesamt 121 Episoden mit einer Länge von jeweils etwa 42 Minuten.

## Übersicht
| Staffel | Episodenanzahl | Erstausstrahlung USA | Erstausstrahlung USA | Deutschsprachige Erstveröffentlichung | Deutschsprachige Erstveröffentlichung |
| Staffel | Episodenanzahl | Staffelpremiere      | Staffelfinale        | Staffelpremiere                       | Staffelfinale                         |
| ------- | -------------- | -------------------- | -------------------- | ------------------------------------- | ------------------------------------- |
| 1       | 22             | 19. Mai 2009         | 8. Juni 2010         | 10. Januar 2011                       | 6. Juni 2011                          |
| 2       | 22             | 21. September 2010   | 24. Mai 2011         | 5. September 2011                     | 9. Januar 2012                        |
| 3       | 22             | 20. September 2011   | 22. Mai 2012         | 4. August 2012                        | 1. September 2012                     |
| 4       | 22             | 13. September 2012   | 9. Mai 2013          | 5. Juli 2013                          | 29. November 2013                     |
| 5       | 20             | 26. September 2013   | 13. Mai 2014         | 6. September 2018                     | 6. September 2018                     |
| 6       | 13             | 9. Januar 2015       | 20. März 2015        | 6. September 2018                     | 6. September 2018                     |

## Staffel 1
Die Erstausstrahlung der ersten Staffel war vom 19. Mai 2009 bis zum 8. Juni 2010 auf dem US-amerikanischen Sender Fox zu sehen. Die deutschsprachige Erstausstrahlung der ersten beiden Episoden wurden am 10. und am 17. Januar 2011 auf SRF zwei gezeigt. Die deutschsprachige Erstausstrahlung der weiteren Episoden war auf Super RTL und auf SRF zwei vom 24. Januar bis zum 6. Juni 2011 am gleichen Tag zu sehen.
| Nr. (ges.) | Nr. (St.) | Deutscher Titel           | Originaltitel                                  | Erstausstrahlung USA | Deutschsprachige Erstausstrahlung (CH/D) | Regie               | Drehbuch                                |
| --- | --------- | ------------------------- | ---------------------------------------------- | -------------------- | ---------------------------------------- | ------------------- | --------------------------------------- |
| 1 | 1         | Ouvertüre                 | Pilot                                          | 19. Mai 2009         | 10. Jan. 2011                            | Ryan Murphy         | Ryan Murphy, Brad Falchuk & Ian Brennan |
| Will Schuester, ein optimistischer Highschool-Lehrer, versucht, den Show Chor der McKinley High School wiederzubeleben. Der Erfolg des Glee Club seinerzeit wurde ersetzt durch die Cheerleader (Cheerios), deren Trainerin Sue Sylvester einiges daran setzt, dem Revival ein Strich durch die Rechnung zu machen. Trotzdem lockt es einige Mitglieder mit überraschend viel Talent. Verwendete Musiktitel: Where is love? (Musical: Oliver), Respect (Aretha Franklin), Mr. Cellophane (Musical: Chicago), I kissed a girl (Katy Perry), On my own (Musical: Les Misérables), Sit down, you’re rockin’ the boat (Musical: Guys and Dolls), Can’t fight this feeling (REO Speedwagon), Lovin, Touchin', Squeezing (Journey), You’re the one that I want (Musical: Grease), Rehab (Amy Winehouse), Leaving on a Jet Plane (John Denver), Don’t stop believin' (Journey) |           |                           |                                                |                      |                                          |                     |                                         |
| 2 | 2         | Jenseits von Gut und Sue  | Showmance                                      | 9. Sep. 2009         | 17. Jan. 2011                            | Ryan Murphy         | Ryan Murphy, Brad Falchuk & Ian Brennan |
| Terri Schuester erfährt, dass sie nicht schwanger ist und Sue Sylvester erweist sich als harte Gegnerin des Glee Club. Der Glee Club bekommt Zulauf und zwar nicht nur von den Nerds der unteren Schicht. Verwendete Musiktitel: Le Freak (Chic), Gold Digger (Kanye West feat. Jamie Foxx), All by myself (Eric Carmen), Push It (Salt'n'Pepa), I say a little prayer (Dionne Warwick), Take a Bow (Rihanna) |           |                           |                                                |                      |                                          |                     |                                         |
| 3 | 3         | Acafellas                 | Acafellas                                      | 16. Sep. 2009        | 24. Jan. 2011                            | John Scott          | Ryan Murphy                             |
| Will gründet die Band Acafellas, es folgt jedoch bald wieder die Auflösung und seine Frau erfährt von ihrem Frauenarzt, dass sie nur eine Scheinschwangerschaft hat. Verwendete Musiktitel: For he’s a jolly good fellow (Traditionell), This is how we do it (Montell Jordan), Poison (Bell Biv DeVoe), Mercy (Duffy), Bust your windows (Jazmine Sullivan), I wanna sex you up (Color Me Badd) |           |                           |                                                |                      |                                          |                     |                                         |
| 4 | 4         | Kinder der Lüge           | Preggers                                       | 23. Sep. 2009        | 31. Jan. 2011                            | Brad Falchuk        | Brad Falchuk                            |
| Kurt gesteht seinem Vater, dass er schwul ist und wird Mitglied in der Footballmannschaft. Quinn erfährt, dass sie schwanger ist, das Kind aber nicht von Finn, sondern von seinem besten Freund „Puck“ ist und Rachel verlässt den Glee Club, um bei der dem Stück „Cabaret“ von Wills Gegner Sue und Sandy die Hauptrolle zu übernehmen. Verwendete Musiktitel: Single Ladies (Put a ring on it) (Beyoncé), Taking Chances (Céline Dion), Tonight (Musical: "West Side Story") |           |                           |                                                |                      |                                          |                     |                                         |
| 5 | 5         | April, April              | The Rhodes Not Taken                           | 30. Sep. 2009        | 7. Feb. 2011                             | John Scott          | Ian Brennan                             |
| Will Schuester holt eine ehemalige Schülerin namens April ohne Examen als Rachels Ersatz an die Schule. Diese ist aber alkoholabhängig und hat einen schlechten Einfluss auf Glee. Im Verlauf der Folge möchte Rachel wieder zurückkommen, sodass April rausgeschmissen wird. Verwendete Musiktitel: Don't stop believin' (Journey), Maybe this time (Musical "Cabaret"), Cabaret (Musical "Cabaret"), Alone (Heart), Last Name (Carrie Underwood), Somebody to love (Queen) |           |                           |                                                |                      |                                          |                     |                                         |
| 6 | 6         | Angeregte Organismen      | Vitamin D                                      | 7. Okt. 2009         | 14. Feb. 2011                            | Elodie Keene        | Ryan Murphy                             |
| Die Glee-Kids müssen ein Mash-up zusammenstellen. Das Sieger-Mash-up wird in den Sectionals gesungen. Terrie wird als neue Schulschwester eingestellt und gibt den Glee-Kids Tabletten. Verwendete Musiktitel: It’s My Life / Confessions, Pt. II (Bon Jovi / Usher), Halo / Walking on Sunshine (Beyoncé / Katrina and the Waves) |           |                           |                                                |                      |                                          |                     |                                         |
| 7 | 7         | Spielverderberspiele      | Throwdown                                      | 14. Okt. 2009        | 21. Feb. 2011                            | Ryan Murphy         | Brad Falchuk                            |
| Wegen des Tablettenmissbrauchs wird Sue Will als Co-Capitän des Glee-Clubs zur Seite gestellt. Die erneuten Versuche, die Show zu sabotieren, gelingen und sprengen den Club auseinander. Ein Klatschblog hat von Quinns Schwangerschaft erfahren und droht nun die brisante Neuigkeit zu veröffentlichen, wenn Rachel nicht einige Kompromisse eingeht. Will möchte seine Frau bei der nächsten Ultraschalluntersuchung begleiten, was Terri zum äußersten Mittel greifen lässt. Verwendete Musiktitel: Hate on me (Jill Scott), Ride wit me (Nelly feat. City Spud), No Air (Jordin Sparks and Chris Brown), You keep me hangin' on (The Supremes), Keep holding on (Avril Lavigne) |           |                           |                                                |                      |                                          |                     |                                         |
| 8 | 8         | Remix                     | Mash-Up                                        | 21. Okt. 2009        | 28. Feb. 2011                            | Elodie Keene        | Ian Brennan                             |
| Emma und Coach Tanaka wollen heiraten und Will gibt ihnen – als Hochzeitsgeschenk – Tanzstunden. Rachel und Puck schreiben an einem Song und kommen sich dabei näher. Verwendete Musiktitel: Bust a move (Young MC), The Thong Song (Sisqó), What a girl wants (Christina Aguilera), Sweet Caroline (Neil Diamond), Sing, sing, sing (with a swing) (Louis Prima), I could have danced all night (Musical: "My fair lady") |           |                           |                                                |                      |                                          |                     |                                         |
| 9 | 9         | Furcht und Tadel          | Wheels                                         | 11. Nov. 2009        | 7. März 2011                             | Paris Barclay       | Ryan Murphy                             |
| Will möchte den Glee Club dazu ermuntern, Artie zu unterstützen und bittet jeden von ihnen, in einem Rollstuhl aufzutreten. Inzwischen bewerben sich Kurt und Rachel um ein großes Solo. Artie und Tina kommen sich näher und küssen sich. Tina gesteht ihm, dass sie das Stottern nur vortäuscht. Verwendete Musiktitel: Dancing with myself (Generation X), Defying Gravity (Musical: "Wicked"), Proud Mary (Ike & Tina Turner) |           |                           |                                                |                      |                                          |                     |                                         |
| 10 | 10        | Balladen                  | Ballad                                         | 18. Nov. 2009        | 14. März 2011                            | Brad Falchuk        | Brad Falchuk                            |
| Die Glee-Kids werden in interessante Duette eingeteilt, um Balladen zu singen, aber als ein Schüler erkrankt, muss Mr. Schuester für ihn einspringen. Rachel singt mit ihm und entdeckt eine ganz neue Seite an Will. Verwendete Musiktitel: Endless Love (Lionel Richie und Diana Ross), I'll stand by you (The Pretenders), Don't stand so close to me / Young Girl (The Police / Gary Puckett & The Union Gap), Crush (Jennifer Paige), (You're) having my baby (Paula Anka und Odia Coates), Lean on me (Bill Withers) |           |                           |                                                |                      |                                          |                     |                                         |
| 11 | 11        | Haarspaltereien           | Hairography                                    | 25. Nov. 2009        | 21. März 2011                            | Bill D'Elia         | Ian Brennan                             |
| Will lädt die zwei anderen Schulen, die bei den Sectionals antreten, ein. Verwendete Musiktitel: Bootylicious (Destiny's Child), Don't make me over (Dionne Warwick), You're the one that I want (Musical "Grease"), Papa don't preach (Madonna), Crazy in love / Hair (Beyoncé feat. Jay-Z / Musical "Hair"), Imagine (John Lennon), True Colors (Cyndi Lauper) |           |                           |                                                |                      |                                          |                     |                                         |
| 12 | 12        | Wer ist im Bilde?         | Mattress                                       | 2. Dez. 2009         | 28. März 2011                            | Elodie Keene        | Ryan Murphy                             |
| Der Club soll kein Jahrbuchfoto bekommen, aber Schuester setzt sich für die Kinder ein. Damit die Fotos nicht wie üblich verunstaltet werden, drehen sie einen Werbespot. Zudem findet Will heraus, dass Terri nicht schwanger ist. Verwendete Musiktitel: Smile (Lily Allen), When you're smiling (Louis Armstrong), Jump (Van Halen), Smile (Charlie Chaplin) |           |                           |                                                |                      |                                          |                     |                                         |
| 13 | 13        | Alles steht auf dem Spiel | Sectionals                                     | 9. Dez. 2009         | 28. März 2011                            | Brad Falchuk        | Brad Falchuk                            |
| Die Sectionals stehen vor der Tür und Will darf nicht mitfahren, wodurch Emma für ihn einspringt. Finn bekommt heraus, dass Puck der Vater von Quinns Kind ist. Verwendete Musiktitel: And I am telling you I'm not going (Film "Dreamgirls"), And I am telling you I'm not going (Film "Dreamgirls"), Proud Mary (Ike and Tina Turner), Don't stop believin' (Journey), Don't rain on my parade (Musical "Funny Girl"), You can't always get what you want (The Rolling Stones), My life would suck without you (Kelly Clarkson) |           |                           |                                                |                      |                                          |                     |                                         |
| 14 | 14        | Hallo Hölle!              | Hell-O                                         | 13. Apr. 2010        | 4. Apr. 2011                             | Brad Falchuk        | Ian Brennan                             |
| Will hat seine Frau verlassen und Emma wurde von Ken verlassen, woraufhin sie ein Paar werden. Auch Rachel und Finn haben zueinander gefunden. Die beiden Paare trennen sich jedoch wieder schnell Verwendete Musiktitel: Hello, I love you (The Doors), Gives you hell (The All-American Rejects), Hello (Lionel Richie), Hello again (Neil Diamond), Highway to hell (AC/DC), Hello, Goodbye (The Beatles) |           |                           |                                                |                      |                                          |                     |                                         |
| 15 | 15        | The Power Of Madonna      | The Power of Madonna                           | 20. Apr. 2010        | 11. Apr. 2011                            | Ryan Murphy         | Ryan Murphy                             |
| Sue beantragt beim Rektor eine ständige Wiedergabe über Lautsprecher der besten Songs von Madonna. Diese Chance nutzt auch der Glee-Club und studiert eine neue Choreografie ein. Kurt und Mercedes werden Mitglieder bei den Cheerios um ihre Karriere anzukurbeln. Verwendete Musiktitel: Ray of Light (Madonna), Express Yourself (Madonna), Open Your Heart / Borderline (Madonna), Vogue (Madonna), Like a virgin (Madonna), 4 Minutes (Madonna feat. Justin Timberlake and Timbaland), What it feels like for a girl (Madonna), Like a prayer (Madonna) |           |                           |                                                |                      |                                          |                     |                                         |
| 16 | 16        | Liebe ist ein weiter Weg  | Home                                           | 27. Apr. 2010        | 18. Apr. 2011                            | Paris Barclay       | Brad Falchuk                            |
| Will begegnet seiner alten Flamme April. Kurts Vater und Finns Mutter beginnen sich zu treffen. Verwendete Musiktitel: Fire (The Pointer Sisters), A house is not a home (Dionne Warwick), One less bell to answer / A house is not a home (The 5th Dimension / Dionne Warwick), Beautiful (Christina Aguilera), Home (Musical "Wiz") |           |                           |                                                |                      |                                          |                     |                                         |
| 17 | 17        | Schlechter Ruf            | Bad Reputation                                 | 4. Mai 2010          | 2. Mai 2011                              | Elodie Keene        | Ian Brennan                             |
| Rachel inszeniert sich in einem Videoprojekt gegen den schlechten Ruf selbst und nutzt dafür Puck, Finn und ihren Freund Jessie aus. Letzterer trennt sich aus Enttäuschung von ihr. Sue erregt Aufsehen mit einem privaten Fitnessvideo, dass sie zu einer Lachnummer im Internet macht. Verwendete Musiktitel: Ice Ice Baby (Vanilla Ice), U Can’t Touch This (MC Hammer), Physical (Olivia Newton-John), Run Joey Run (David Geddes), Total eclipse of the heart (Bonnie Tyler) |           |                           |                                                |                      |                                          |                     |                                         |
| 18 | 18        | Guter Ruf                 | Laryngitis                                     | 11. Mai 2010         | 9. Mai 2011                              | Alfonso Gomez-Rejon | Ryan Murphy                             |
| Rachel hat Probleme mit ihrer Stimme und kann nicht singen. Kurt versucht, seinen Vater zu beeindrucken. Puck unternimmt alles, um eine gute Performance abzuliefern. Verwendete Musiktitel: The Climb (Miley Cyrus), Jessie’s Girl (Ricky Springfield), The lady is a tramp (Sammy Davis Jr.), Pink Houses (John Mellencamp), The boy is mine (Brandy & Monica), Rose’s Turn (Musical: "Gypsy"), One (U2) |           |                           |                                                |                      |                                          |                     |                                         |
| 19 | 19        | Der Traum macht die Musik | Dream On                                       | 18. Mai 2010         | 16. Mai 2011                             | Joss Whedon         | Brad Falchuk                            |
| Will hilft einem alten Bekannten zurück zur Bühne. Man erfährt, wer die Mutter von Rachel ist, nur sie und der Rest wissen nichts davon. Arties Traum wäre es, tanzen zu können, doch er sitzt im Rollstuhl. Verwendete Musiktitel: Daydream Believer (The Monkees), Piano Man (Billy Joel), Dream On (Aerosmith), The Safety Dance (Men without hats), I dreamed a dream (Musical: "Les Misérables"), Dream a little dream of me (The Mamas and the Papas) |           |                           |                                                |                      |                                          |                     |                                         |
| 20 | 20        | Viel Theater!             | Theatricality                                  | 25. Mai 2010         | 23. Mai 2011                             | Ryan Murphy         | Ryan Murphy                             |
| Das Motto der Woche lautet "Gaga". Finn und Kurt wohnen zusammen. Tina muss auf Befehl vom Rektor hin ihre Kleidung anpassen. Rachel und Shelby versuchen mit der neuen Situation umzugehen. Puck verdeutlicht Quinn, dass er versucht, ein guter Vater zu sein. Verwendete Musiktitel: Funny Girl (Musical: "Funny Girl") (Barbra Streisand), Bad Romance (Lady Gaga), Shout it out loud (Kiss), Beth (Kiss), Poker Face (Lady Gaga) |           |                           |                                                |                      |                                          |                     |                                         |
| 21 | 21        | Im Takt der Angst         | Funk                                           | 1. Juni 2010         | 30. Mai 2011                             | Elodie Keene        | Ian Brennan                             |
| Die Glee-Kids machen einen Streich und müssen für den Schaden aufkommen. Will lässt sich scheiden und zeigt „Interesse“ an Sue. Verwendete Musiktitel: Another one bites the dust (Queen), Tell me something good (Rufus & Chaka Khan), Loser (Beck), It’s a man's, man's, man’s world (James Brown), Good Vibrations (Marky Mark and The Funky Bunch feat. Loleatta Holloway), Give up the funk (Parliament) |           |                           |                                                |                      |                                          |                     |                                         |
| 22 | 22        | Triumph oder Trauer?      | Journey Journey to Regionals (Alternativtitel) | 8. Juni 2010         | 6. Juni 2011                             | Brad Falchuk        | Brad Falchuk                            |
| Sue wird als Jurorin für die Regionals ausgewählt und der Glee Club präsentiert ein Medley der Band Journey. Quinn bekommt ihr Baby. Verwendete Musiktitel: You raise me up / Magic (Josh Groban / Olivia Newton-John), Faithfully (Journey), Any way you want it / Lovin’, Touchin’, Squeezin’ (Journey), Don’t stop believin’ (Journey), Bohemian Rhapsody (Queen), To Sir, With Love (Lulu), Over the Rainbow (Israel Kamakawiwoʻole) |           |                           |                                                |                      |                                          |                     |                                         |

## Staffel 2
Die Erstausstrahlung der zweiten Staffel war vom 21. September 2010 bis zum 24. Mai 2011 auf dem US-amerikanischen Sender Fox zu sehen. Die deutschsprachige Erstausstrahlung sendete der deutsche Free-TV-Sender Super RTL vom 5. September 2011 bis zum 9. Januar 2012.
| Nr. (ges.) | Nr. (St.) | Deutscher Titel                   | Originaltitel              | Erstausstrahlung USA | Deutschsprachige Erstausstrahlung (D) | Regie               | Drehbuch                                                      |
| --- | --------- | --------------------------------- | -------------------------- | -------------------- | ------------------------------------- | ------------------- | ------------------------------------------------------------- |
| 23 | 1         | Neue Gesichter und Gemeinheiten   | Audition                   | 21. Sep. 2010        | 5. Sep. 2011                          | Brad Falchuk        | Ian Brennan                                                   |
| Die Glee-Kids werden von Will beauftragt, neue Mitglieder zu werben. Verwendete Musiktitel: Empire state of mind (Jay-Z feat. Alicia Keys), Every rose has its thorn (Poison), Telephone (Lady Gaga feat. Beyoncé), Getting to know you (Musical: "The King and I"), Billionaire (Travie McCoy feat. Bruno Mars), Listen (Film: "Dreamgirls"), What I did for love (Musical: "A Chorus Line") |           |                                   |                            |                      |                                       |                     |                                                               |
| 24 | 2         | Britney/Brittany                  | Britney/Brittany           | 28. Sep. 2010        | 5. Sep. 2011                          | Ryan Murphy         | Ryan Murphy                                                   |
| Die Glee-Kids sind beim Zahnarzt und bekommen unter Narkose Träume von Britney Spears. Verwendete Musiktitel: I'm a slave 4 U (Britney Spears), Me against the music (Britney Spears feat. Madonna), …Baby one more time (Britney Spears), Sailing (Christopher Cross), Stronger (Britney Spears), Toxic (Britney Spears), The only exception (Paramore) |           |                                   |                            |                      |                                       |                     |                                                               |
| 25 | 3         | Das neue Toastament               | Grilled Cheesus            | 5. Okt. 2010         | 12. Sep. 2011                         | Alfonso Gomez-Rejon | Brad Falchuk                                                  |
| Kurts Vater fällt nach einem Herzinfarkt ins Koma, die Glee-Kids wenden sich an ihren Glauben. Verwendete Musiktitel: Only the good die young (Billy Joel), I look to you (Whitney Houston), Papa, can you hear me? (Barbra Streisand), I want to hold your hand (The Beatles), Losing my religion (R.E.M.), Bridge over troubled water (Aretha Franklin), One of us (Joan Osborne) |           |                                   |                            |                      |                                       |                     |                                                               |
| 26 | 4         | Duette                            | Duets                      | 12. Okt. 2010        | 12. Sep. 2011                         | Eric Stoltz         | Ian Brennan                                                   |
| Die Wochenaufgabe lautet, in Duetten einen Song im Glee-Club zu singen. Finn will Kurt davon abhalten, mit Sam zu singen, da dieser um den Ruf des Neuen fürchtet. Verwendete Musiktitel: Don't go breaking my heart (Elton John & Kiki Dee), River deep, mountain high (Ike & Tina Turner), Le Jazz Hot! (Film: "Victor/Victoria"), Sing! (Musical:"A Chorus Line"), With you I'm born again (Billy Preston & Syreeta Wright), Lucky (Jason Mraz & Colbie Caillat), Happy Days Are Here Again / Get Happy (Judy Garland / Barbra Streisand) |           |                                   |                            |                      |                                       |                     |                                                               |
| 27 | 5         | The Rocky Horror Glee Show        | The Rocky Horror Glee Show | 26. Okt. 2010        | 19. Sep. 2011                         | Adam Shankman       | Handlung: Ryan Murphy & Tim Wollaston Schauspiel: Ryan Murphy |
| Will inszeniert mit den Glee-Kids die Rocky Horror Picture Show, um bei Emma zu landen. Verwendete Musiktitel: Science Fiction / Double Feature (Musical "The Rocky Horror Show"), There's a light (Over at the Frankenstein Place) (Musical "The Rocky Horror Show"), Dammit Janet (Musical "The Rocky Horror Show"), Hot Patootie - Bless my soul (Musical "The Rocky Horror Show"), Sweet Transvestite (Musical "The Rocky Horror Show"), Touch-a, Touch-a, Touch-a, Touch me (Musical "The Rocky Horror Show"), Time Warp (Musical "The Rocky Horror Show") |           |                                   |                            |                      |                                       |                     |                                                               |
| 28 | 6         | Ungeküsst                         | Never Been Kissed          | 9. Nov. 2010         | 26. Sep. 2011                         | Bradley Buecker     | Brad Falchuk                                                  |
| Die Glee-Kids verletzen die neue Trainerin der Footballmannschaft, weil sie sich über ihr männliches Aussehen lustig machten. Währenddessen spioniert Kurt bei den Konkurrenten aus einer Jungenschule. Verwendete Musiktitel: One Love / People get ready (Bob Marley & The Wailers), Teenage Dream (Katy Perry), Start Me Up / Livin' on a Prayer (The Rolling Stones / Bon Jovi), Stop! In the name of love / Free your mind (The Supremes / En Vogue) |           |                                   |                            |                      |                                       |                     |                                                               |
| 29 | 7         | Ersatzspieler                     | The Substitute             | 16. Nov. 2010        | 3. Okt. 2011                          | Ryan Murphy         | Ian Brennan                                                   |
| Will wird krank und erhält eine Vertretung, die bei den Schülern besonders gut ankommt. Verwendete Musiktitel: Conjunction Junction (Film "Schoolhouse Rock!"), Forget You (Cee Lo Green), Make 'em laugh (Donald O'Connor), Nowadays / Hot Honey Rag (Musical "Chicago), Singin' in the rain / Umbrella (Gene Kelly / Rihanna feat. Jay-Z) |           |                                   |                            |                      |                                       |                     |                                                               |
| 30 | 8         | Amor muss verrückt sein           | Furt                       | 23. Nov. 2010        | 10. Okt. 2011                         | Carol Banker        | Ryan Murphy                                                   |
| Kurts Vater macht Finns Mutter einen Heiratsantrag. Verwendete Musiktitel: Ohio (Musical: "Wonderful Town"), Marry you (Bruno Mars), Sway (Michael Bublé), Just the way you are (Bruno Mars) |           |                                   |                            |                      |                                       |                     |                                                               |
| 31 | 9         | Neue Welten                       | Special Education          | 30. Nov. 2010        | 17. Okt. 2011                         | Paris Barclay       | Brad Falchuk                                                  |
| Bei den diesjährigen Sectionals trifft Mr. Schuester ungewöhnliche Entscheidungen über die Soli. Auch bei dem Wettbewerb selbst gibt es ein ungewöhnliches Ergebnis. Verwendete Musiktitel: Don't cry for me Argentina (Musical: "Evita"), The Living Years (Mike + The Mechanics), Hey Soul Sister (Train), (I've had) The time of my life (Bill Medley & Jennifer Warnes), Valerie (Mark Ronson feat. Amy Winehouse), Dog days are over (Florence and the Machine) |           |                                   |                            |                      |                                       |                     |                                                               |
| 32 | 10        | Wie Sue Weihnachten gestohlen hat | A Very Glee Christmas      | 7. Dez. 2010         | 24. Okt. 2011                         | Alfonso Gomez-Rejon | Ian Brennan                                                   |
| Weihnachten steht vor der Tür, und Brittany glaubt immer noch an den Weihnachtsmann und wünscht sich von diesem, dass Artie wieder laufen kann. Verwendete Musiktitel: The most wonderful day of the year (Film:" "Rudolph mit der roten Nase"), We need a little christmas (Musical: "Mame"), Merry Christmas Darling (The Carpenters), Baby it's cold outside (Frank Loesser & Lynn Garland), You're a mean one, Mr Grinch (Film: "How the grinch stole Christmas"), Last Christmas (Wham!), Welcome Christmas (Film: "How the grinch stole Christmas") |           |                                   |                            |                      |                                       |                     |                                                               |
| 33 | 11        | Der Sue Sylvester Shuffle         | The Sue Sylvester Shuffle  | 6. Feb. 2011         | 31. Okt. 2011                         | Brad Falchuk        | Ian Brennan                                                   |
| Während Sue keine Ideen mehr für ihre Cheerleader hat, versuchen Coach Beiste und Mr. Schuester, die Differenzen zwischen den Glee-Kids und dem Rest der Footballmannschaft zu beseitigen, um die Meisterschaft für die McKinley High School zu entscheiden. Verwendete Musiktitel: California Gurls (Katy Perry feat. Snoop Dogg), Need you now (Lady Antebellum), She’s not there (The Zombies), Bills, Bills, Bills (Destiny's Child), Thriller / Heads Will Roll (Michael Jackson / Yeah, Yeah, Yeahs) |           |                                   |                            |                      |                                       |                     |                                                               |
| 34 | 12        | Liebeslied zum Leid               | Silly Love Songs           | 8. Feb. 2011         | 7. Nov. 2011                          | Tate Donovan        | Ryan Murphy                                                   |
| Am Valentinstag versucht Puck vergeblich, ein Date mit Lauren Zizes zu bekommen. Währenddessen verkauft Finn seine Küsse, um Geld für den Glee-Club zu erhalten, doch dadurch entwickelt sich eine Wiederbelebung der Romanze mit Quinn. Verwendete Musiktitel: Fat bottomed girls (Queen), P.Y.T. (Pretty Young Thing) (Michael Jackson), When I get you alone (Robin Thicke), My funny valentine (Musical: "Babes in Arms"), Firework (Katy Perry), Silly love songs (Wings) |           |                                   |                            |                      |                                       |                     |                                                               |
| 35 | 13        | Das Comeback der Teufelin         | Comeback                   | 15. Feb. 2011        | 14. Nov. 2011                         | Bradley Buecker     | Ryan Murphy                                                   |
| Sue trickst Will und Emma aus, damit sie dem Glee-Club beitreten und diesen von innen heraus zerstören kann. Verwendete Musiktitel: Baby (Justin Bieber feat. Ludacris), Somebody to love (Justin Bieber), Take me or leave me (Musical "Rent"), This little light of mine (Traditionell), I know what boys like (The Waitresses), Sing (My Chemical Romance) |           |                                   |                            |                      |                                       |                     |                                                               |
| 36 | 14        | Dicht ist Pflicht                 | Blame It on the Alcohol    | 22. Feb. 2011        | 21. Nov. 2011                         | Eric Stoltz         | Ian Brennan                                                   |
| Direktor Figgins beauftragt Will, mit dem Glee-Club eine Performance zum Thema Alkoholmissbrauch auszuarbeiten und sie bei der Schülerversammlung zu präsentieren. Doch Puck bringt Rachel dazu, eine Hausparty zu schmeißen, bei der reichlich Alkohol fließt und die Kids kommen mächtig in die Bredouille. Verwendete Musiktitel: My Headband (Original), Don’t You Want Me (The Human League), Blame it (On The Alcohol) (Jamie Foxx feat. T-Pain), One Bourbon, One Scotch, One Beer (George Thorogood), Tik Tok (Ke$ha) |           |                                   |                            |                      |                                       |                     |                                                               |
| 37 | 15        | Sexy                              | Sexy                       | 8. März 2011         | 28. Nov. 2011                         | Ryan Murphy         | Brad Falchuk                                                  |
| Will bittet Holly, in den Glee-Club zu kommen, um über Sex zu reden. Santana und Brittany wollen herausfinden, ob sie mehr füreinander empfinden als nur Freundschaft. Verwendete Musiktitel: Do you wanna touch me (Oh yeah) (Joan Jett), Animal (Neon Trees), Kiss (Prince & The Revolution), Landslide (Fleetwood Mac & Dixie Chicks), Afternoon Delight (Starland Vocal Band) |           |                                   |                            |                      |                                       |                     |                                                               |
| 38 | 16        | Unsere eigenen Songs              | Original Song              | 15. März 2011        | 5. Dez. 2011                          | Bradley Buecker     | Ryan Murphy                                                   |
| Die Regionals sind da. Der Glee-Club der McKinley High tritt mit seinen selbstgeschriebenen Songs an. Verwendete Musiktitel: Misery (Maroon 5), Only Child (Original), Black Bird (The Beatles), Trouty Mouth (Original), Big ass heart (Original), Hell to the no (Original), Jesus ist my friend (Sonseed), Candles (Hey Monday), Raise your glass (Pink), Get it right (Original), Loser like me (Original) |           |                                   |                            |                      |                                       |                     |                                                               |
| 39 | 17        | Nacht der Vernachlässigten        | A Night of Neglect         | 19. Apr. 2011        | 12. Dez. 2011                         | Carol Banker        | Ian Brennan                                                   |
| Die Glee-Kids versuchen Geld für New York aufzutreiben, indem sie eine Benefiz-Veranstaltung auf die Beine stellen. Während Sue versucht die Benefiz-Veranstaltung zu zerstören, bekommt sie Hilfe von drei bekannten Gesichtern, sodass diese völlig ins Wasser fällt. Verwendete Musiktitel: All by myself (Céline Dion), I follow rivers (Lykke Li), Bubble Toes (Jack Johnson), Turning Tables (Adele), Ain't no way (Aretha Franklin) |           |                                   |                            |                      |                                       |                     |                                                               |
| 40 | 18        | Born This Way                     | Born This Way              | 26. Apr. 2011        | 19. Dez. 2011                         | Alfonso Gomez-Rejon | Brad Falchuk                                                  |
| Rachel hat sich bei Tanzproben die Nase gebrochen und der Arzt rät ihr eine Nasen-OP, doch die anderen Glee-Kids versuchen sie davon abzuhalten. Santana kämpft noch immer mit ihrer Sexualität und Lauren findet ein gut gehütetes Geheimnis aus Quinns Vergangenheit heraus. Verwendete Musiktitel: I feel pretty / Unpretty (Musical: "West Side Story" / TLC), I've gotta be me (Sammy Davis Jr.), Somewhere only we know (Keane), As if we never said goodbye (Musical: "Sunset Boulevard"), Barbra Streisand (Duck Sauce), Born this way (Lady Gaga) |           |                                   |                            |                      |                                       |                     |                                                               |
| 41 | 19        | Das jüngste Gerücht               | Rumours                    | 3. Mai 2011          | 2. Jan. 2012                          | Tim Hunter          | Ryan Murphy                                                   |
| Eine Schülerzeitung mit Gerüchten über Schüler und Lehrer sorgt für Unruhen an der McKinley High. Rachel und Finn spionieren Sam hinterher. Nach einem Konflikt trennt Brittany sich von Artie und sucht Trost bei Santana. April Rhodes stattet Will einen Besuch ab und will ihn davon überzeugen, mit ihr an den Broadway zu kommen. Verwendete Musiktitel: Dreams (Fleetwood Mac), Never going back again (Fleetwood Mac), Songbird (Fleetwood Mac), I don't want to know (Fleetwood Mac), Nice to meet you, have I slept with you? (Original), Go your own way (Fleetwood Mac), Don’t Stop (Fleetwood Mac) |           |                                   |                            |                      |                                       |                     |                                                               |
| 42 | 20        | Rivalen der Krone                 | Prom Queen                 | 10. Mai 2011         | 2. Jan. 2012                          | Eric Stoltz         | Ian Brennan                                                   |
| Der Abschlussball der Glee-Kids steht an, entwickelt sich aber nicht so wie von den meisten erwartet und erträumt. Verwendete Musiktitel: Rolling in the deep (Adele), Isn't she lovely (Stevie Wonder), Friday (Rebecca Black), Jar Of Hearts (Christina Perri), I'm not gonna teach your boyfriend how to dance with you (Black Kids), Dancing Queen (ABBA) |           |                                   |                            |                      |                                       |                     |                                                               |
| 43 | 21        | Totenfeier                        | Funeral                    | 17. Mai 2011         | 9. Jan. 2012                          | Bradley Buecker     | Ryan Murphy                                                   |
| Sues Schwester ist gestorben und Finn und Kurt organisieren eine Beerdigung, bei der die New Directions auftreten. Es wird ein Vorsingen veranstaltet wer das Solo bei den Nationals singen darf. Verwendete Musiktitel: Back to black (Amy Winehouse), Some People (Musical "Gypsy: A Musical Fable"), Try a little tenderness (Otis Redding), My Man (Barbra Streisand), Pure Imagination (Film "Willy Wonka & Die Schokoladenfabrik") |           |                                   |                            |                      |                                       |                     |                                                               |
| 44 | 22        | New York!                         | New York                   | 24. Mai 2011         | 9. Jan. 2012                          | Brad Falchuk        | Brad Falchuk                                                  |
| Die Nationals stehen an und die Glee-Kids reisen nach New York. Rachel ist sich sicher, hier ihren Platz gefunden zu haben, und will sich von nichts ablenken lassen, während Finn verzweifelt versucht, sie zurückzugewinnen. Quinn fragt sich, warum sie nicht geliebt wird, und Will muss wählen: Glee-Club oder Broadway? Während des Auftritts bei den Nationals passiert etwas Unerwartetes, das sich wohl oder übel auf das Jury-Urteil auswirken wird. Verwendete Musiktitel: My Cup (Original), I love New York / New York, New York (Madonna / Musical "On The Town"), Still got tonight (Matthew Morrison), Bella Notte (Film "Susi und Strolch"), For good (Musical "Wicked"), Yeah (Usher feat. Lil Jon & Ludacris), As long as you're there (Original), Pretending (Original), Light up the world (Original) |           |                                   |                            |                      |                                       |                     |                                                               |

## Staffel 3
Die Erstausstrahlung der dritten Staffel war vom 20. September 2011 bis zum 22. Mai 2012 auf dem US-amerikanischen Sender Fox zu sehen. Die deutsche Erstausstrahlung erfolgte zweigeteilt am 4. August und 1. September 2012 auf dem Pay-TV-Sender Passion.
| Nr. (ges.) | Nr. (St.) | Deutscher Titel                 | Originaltitel                 | Erstausstrahlung USA | Deutschsprachige Erstausstrahlung (D) | Regie               | Drehbuch               |
| --- | --------- | ------------------------------- | ----------------------------- | -------------------- | ------------------------------------- | ------------------- | ---------------------- |
| 45 | 1         | Das Purple-Piano Project        | The Purple Piano Project      | 20. Sep. 2011        | 4. Aug. 2012                          | Eric Stoltz         | Brad Falchuk           |
| Das Abschlussjahr hat für die meisten Glee-Kids begonnen und diese wollen in diesem Jahr die Nationals gewinnen. Währenddessen heckt Sue einen neuen Plan aus, um nicht nur den Glee-Club, sondern auch alle anderen künstlerischen Aktivitäten zu vernichten. Santana und Brittany treten wieder den Cheerios bei, und Quinn hat sich vollkommen aus dem Glee-Club und den Cheerios ausgeschlossen. Kurts Freund Blaine tritt dem Glee-Club bei. Verwendete Musiktitel: We got the beat (The Go-Gos), Big Spender (Musical: "Sweet Charity"), Ding-Dong! The witch is dead (Barbra Streisand & Harold Arlen), It's not unusual (Tom Jones), Anything goes / Anything you can do (Musicals: "Anything goes" / "Annie get your gun"), You can't stop the beat (Musical: "Hairspray")                                  |           |                                 |                               |                      |                                       |                     |                        |
| 46 | 2         | Einhornpower                    | I Am Unicorn                  | 27. Sep. 2011        | 4. Aug. 2012                          | Brad Falchuk        | Ryan Murphy            |
| Während die Castings für das Schulmusical West Side Story im vollen Gange sind und Brittany Kurt mit seiner Jahrgangssprecher-Kampagne hilft, kehrt Shelby als Lehrerin nach Lima zurück und will, dass Quinn und Puck ein Teil von Beths Leben werden. Verwendete Musiktitel: Somewhere (Musical "West Side Story"), I'm the greatest star (Musical "Funny Girl"), Something's Coming (Musical "West Side Story") |           |                                 |                               |                      |                                       |                     |                        |
| 47 | 3         | Das Maria-Duell                 | Asian F                       | 4. Okt. 2011         | 4. Aug. 2012                          | Alfonso Gomez-Rejon | Ian Brennan            |
| Mikes Eltern wollen, dass ihr Sohn den Glee-Club verlässt, da er eine 1- in einem Chemie-Test mit nach Hause gebracht hat. Rachel und Mercedes sind beide in der engeren Auswahl für die weibliche Hauptrolle des Schulmusicals, und Emma hat Angst, Will mit ihren Eltern bekanntzumachen. Verwendete Musiktitel: Spotlight (Jennifer Hudson), Run The World (Girls) (Beyoncé), Cool (Musical "West Side Story"), It’s all over (Film "Dreamgirls"), Out here on my own (Film "Fame"), Fix you (Coldplay) |           |                                 |                               |                      |                                       |                     |                        |
| 48 | 4         | Irisch was los                  | Pot O' Gold                   | 1. Nov. 2011         | 4. Aug. 2012                          | Adam Shankman       | Ali Adler              |
| Rory ist ein Austauschschüler aus Irland und neu an der McKinley High School. Sein einziger Freund bisher ist Brittany, die denkt, er sei ein Kobold, den nur sie sehen kann. Finn freundet sich mit ihm an, weil er glaubt, dadurch mehr darüber herauszufinden, ob Brittany und Santana die New Directions verlassen und zum anderen Glee-Club der Schule wechseln. Quinn will ihr Kind zurück und versucht, Shelby das Sorgerecht wegzunehmen. Puck versucht dies zu verhindern, da er sich in Shelby verliebt hat. Verwendete Musiktitel: Bein’ Green (The Muppets), Last Friday Night (T.G.I.F.) (Katy Perry), Waiting for a girl like you (Foreigner), Candyman (Christina Aguilera), Take care of yourself (Teddy Thompson)                                                                                   |           |                                 |                               |                      |                                       |                     |                        |
| 49 | 5         | Love Side Story                 | The First Time                | 8. Nov. 2011         | 4. Aug. 2012                          | Bradley Buecker     | Roberto Aguirre-Sacasa |
| Die Aufführung des diesjährigen Schulmusicals steht bevor. Blaine und Rachel, die die Hauptrollen spielen, zeigen zu wenig Emotionen bei den Proben. Es stellt sich heraus, dass beide noch Jungfrauen sind. Artie schlägt ihnen vor, mit ihren Partnern den nächsten Schritt einer Beziehung zu wagen. Er organisiert auch eine Verabredung für Shannon Beiste, die sich in den Talentscout Cooter Menkins verliebt hat. Verwendete Musiktitel: Tonight (Musical "West Side Story"), Uptown Girl (Billy Joel), A boy like that (Musical "West Side Story"), I have a love (Musical "West Side Story"), America (Musical "West Side Story"), One Hand, One Heart (Musical "West Side Story") |           |                                 |                               |                      |                                       |                     |                        |
| 50 | 6         | Böse Klatsche                   | Mash Off                      | 15. Nov. 2011        | 4. Aug. 2012                          | Eric Stoltz         | Michael Hitchcock      |
| Da es zwischen den beiden Glee-Clubs der Schule immer mehr Auseinandersetzungen gibt, veranstalten Will und Shelby einen Wettbewerb. Beide Gruppen müssen ohne Hilfe eines Lehrers einen Mash-Up abmischen. Verwendete Musiktitel: Hot for teacher (Van Halen), You and I / You and I (Lady Gaga / Eddie Rabbitt and Crystal Gayle), Hit me with your best shot / One way or another (Pat Benatar / Blondie), I can't go for that (No can do) / You make my dreams (Hall & Oates), Rumour has it / Someone like you (Adele) |           |                                 |                               |                      |                                       |                     |                        |
| 51 | 7         | I kissed a girl and I liked it  | I Kissed A Girl               | 29. Nov. 2011        | 4. Aug. 2012                          | Tate Donovan        | Matthew Hodgson        |
| Um Santana, die gerade geoutet wurde, zu unterstützen, veranstaltet Finn eine Ladys-Woche im Glee-Club. Coach Beiste hat in Cooter endlich einen Mann gefunden, doch Sue schnappt ihn ihr weg, weil sie nicht für eine Lesbe gehalten werden will. Kurt macht sich Sorgen um die Schulsprecherwahlen, denn wenn er verliert, hat er keine Chance, in NYADA aufgenommen zu werden. Verwendete Musiktitel: Perfect (Pink), I’m the only one (Melissa Etheridge), Girls just wanna have fun (Cyndi Lauper), Jolene (Dolly Parton), I kissed a girl (Katy Perry), Constant Craving (k. d. lang) |           |                                 |                               |                      |                                       |                     |                        |
| 52 | 8         | Die Zeit deines Lebens          | Hold On To Sixteen            | 5. Dez. 2011         | 4. Aug. 2012                          | Bradley Buecker     | Ross Maxwell           |
| Die Sectionals finden diesmal in der McKinley High statt, und die New Directions brauchen ein weiteres Mitglied, da Rachel nicht teilnehmen darf. Also holen Finn und Rachel Sam Evans nach Lima zurück. Quinn ist kurz davor, die Beziehung von Shelby und Puck Direktor Figgins öffentlich zu machen, weil sie hofft, so Beth zurückzubekommen. Verwendete Musiktitel: Red Solo Cup (Toby Keith), Buenos Aires (Musical: "Evita"), Survivor / I will survive (Destiny's Child / Gloria Gaynor), ABC (The Jackson 5), Control (Janet Jackson), Man in the mirror (Michael Jackson), We are young (fun. feat. Janelle Monáe) |           |                                 |                               |                      |                                       |                     |                        |
| 53 | 9         | Galaktische Weihnachten         | Extraordinary Merry Christmas | 13. Dez. 2011        | 4. Aug. 2012                          | Matthew Morrison    | Marti Noxon            |
| Der Glee-Club wird für ein Weihnachtsspecial vom Network PBS engagiert. Doch Sue, die Sehnsucht nach ihrer verstorbenen Schwester hat, bittet die Gruppe, am selben Abend in einem Obdachlosenheim zu singen. Verwendete Musiktitel: All I want for Christmas is you (Mariah Carey), Blue Christmas (Elvis Presley), River (Joni Mitchell), Extraordinary Merry Christmas (Original), Let it snow (Ella Fitzgerald), My favorite things (Musical: "The sound of music"), Santa Claus is coming to town (Bruce Springsteen & The E-Street Band), Christmas Wrapping (The Waitresses), Do they know it's Christmas (Band Aid) |           |                                 |                               |                      |                                       |                     |                        |
| 54 | 10        | Will will                       | Yes/No                        | 17. Jan. 2012        | 4. Aug. 2012                          | Eric Stoltz         | Brad Falchuk           |
| Will braucht die Hilfe vom Glee-Club um Emma einen Antrag zu machen. Sam tritt dem Schwimmverein der Schule bei, um Mercedes zurückzugewinnen. Becky hat sich in Artie verguckt und Finn teilt seine Pläne für das Leben nach der High School mit. Verwendete Musiktitel: Summer Nights (Musical "Grease"), Wedding Bell Blues (The 5th Dimension), Moves like Jagger / Jumpin' Jack Flash (Maroon 5 feat. Christina Aguilera / Rolling Stones), The first time ever I saw your face (Roberta Flack), Without You (David Guetta feat. Usher), We found love (Rihanna feat. Calvin Harris) |           |                                 |                               |                      |                                       |                     |                        |
| 55 | 11        | Was würde Michael Jackson tun?  | Michael                       | 31. Jan. 2012        | 4. Aug. 2012                          | Alfonso Gomez-Rejon | Ryan Murphy            |
| Die New Directions kämpfen mit den Warblers um das Recht, bei den Regionals ein Michael-Jackson-Medley singen zu dürfen. Nachdem Sebastian Blaine mit einem manipulierten Slushie so sehr verwundet hat, dass er operiert werden muss, begibt sich Santana alleine zur Dalton, um Sebastian unter vier Augen zu konfrontieren. Rachel und Kurt erfahren, ob sie NYADA-Finalisten sind und Quinn schließt mit ihrer Vergangenheit ab. Verwendete Musiktitel: Wanna be startin' somethin' (Michael Jackson), Bad (Michael Jackson), Scream (Michael Jackson und Janet Jackson), Never can say goodbye (The Jackson 5), Human Nature (Michael Jackson), Ben (Michael Jackson), Smooth Criminal (Michael Jackson), I just can't stop loving you (Michael Jackson feat. Siedah Garrett), Black or White (Michael Jackson) |           |                                 |                               |                      |                                       |                     |                        |
| 56 | 12        | Spanisches Blut                 | The Spanish Teacher           | 7. Feb. 2012         | 1. Sep. 2012                          | Paris Barclay       | Ian Brennan            |
| Nachdem seine Lehrfähigkeiten als Spanischlehrer in Frage gestellt werden, besucht Will einen Spanischkurs, unterrichtet von David Martinez, in einer Abendschule. Sam und Mercedes versuchen, sich ihren Gefühlen zu stellen, und Will wird von Santana an seine eigentlichen Qualitäten als Lehrer erinnert. Verwendete Musiktitel: La Cucaracha (Traditionell), Sexy and I know it (LMFAO), Don't wanna lose you (Gloria Estefan), Bamboleo / Hero (Gipsy Kings / Enrique Iglesias), La Isla Bonita (Madonna), A little less conversation (Elvis Presley) |           |                                 |                               |                      |                                       |                     |                        |
| 57 | 13        | Gorilla mit Herz                | Heart                         | 14. Feb. 2012        | 1. Sep. 2012                          | Brad Falchuk        | Ali Adler              |
| Liebe liegt in der Luft an der McKinley High. Wills Aufgabe an den Glee-Club ist es, das beste Liebeslied der Welt zu finden und singen. Sugar macht eine Valentinstags-Party und braucht eine Verabredung, worauf Rory und Artie um sie kämpfen. Rachels Väter erfahren von der Verlobung ihrer Tochter. Ein neuer Schüler, Joe Hart, kommt an die Schule, und Kurt wird von einem geheimen Verehrer überrascht. Verwendete Musiktitel: L-O-V-E (Nat King Cole), Let me love you (Mario), Stereo Hearts (Gym Class Heroes feat. Adam Levins), Home (Michael Bublé), I will always love you (Whitney Houston), You're the top (Musical: "Anything goes"), Cherish / Cherish (The Association / Madonna), Love Shack (The B-52's)                                                                                     |           |                                 |                               |                      |                                       |                     |                        |
| 58 | 14        | Auf dem Weg                     | On My Way                     | 21. Feb. 2012        | 1. Sep. 2012                          | Bradley Buecker     | Roberto Aguirre-Sacasa |
| Als die New Directions sich für die Regionals vorbereiten, versucht Sebastian, sie vom Sieg abzuhalten. Karofsky trifft eine schreckliche Entscheidung und Sue beweist, dass sie alles schafft. Verwendete Musiktitel: Cough Syrup (Young the Giant), Stand (Lenny Kravitz), Glad you came (The Wanted), Fly / I believe I can fly (Nicky Minaj feat. Rihanna / R. Kelly), Stronger (What doesn't kill you) (Kelly Clarkson), Here’s to us (Halestorm) |           |                                 |                               |                      |                                       |                     |                        |
| 59 | 15        | Im Schatten des Bruders         | Big Brother                   | 10. Apr. 2012        | 1. Sep. 2012                          | Eric Stoltz         | Michael Hitchcock      |
| Blaines älterer Bruder Cooper Anderson, ein bekannter Werbeschauspieler, stattet Lima einen Besuch ab. Sue und Will engagieren ihn um den Glee Club Nachhilfestunden in Schauspielerei zu geben. Quinn versucht ihren Unfall optimistisch zu betrachten und bekommt Unterstützung von Artie. Puck macht Finn ein Jobangebot in Kalifornien, das seinen Plänen mit Rachel im Weg stehen könnte. Verwendete Musiktitel: I'm still standing (Elton John), Hungry like the wolf / Rio (Duran Duran), Fighter (Christina Aguilera), Up Up Up (Givers), Somebody that I used to know (Gotye feat. Kimbra) |           |                                 |                               |                      |                                       |                     |                        |
| 60 | 16        | Saturday Night Glee-ver         | Saturday Night Glee-ver       | 17. Apr. 2012        | 1. Sep. 2012                          | Bradley Buecker     | Matthew Hodgson        |
| Da einige seiner Schüler noch keine konkreten Zukunftspläne haben, versucht Will sie mit der Musik von Saturday Night Fever zu inspirieren. Der Star eines bekannten rivalisierenden Show-Chors sucht Rat bei Kurt und Mercedes Verwendete Musiktitel: You should be dancing (Bee Gees), That's the way (I like it) (KC and the Sunshine Band), Night Fever (Bee Gees), Disco Inferno (The Trammps), If I can't have you (Yvonne Elliman), How deep is your love (Bee Gees), Boogie Shoes (KC and the Sunshine Band), More than a woman (Bee Gees), Stayin' alive (Bee Gees) |           |                                 |                               |                      |                                       |                     |                        |
| 61 | 17        | Houston, wir haben ein Problem! | Dance with Somebody           | 24. Apr. 2012        | 1. Sep. 2012                          | Paris Barclay       | Ross Maxwell           |
| Das Abschlussjahr der Glee Kids rückt immer näher und viele wollen nicht Lebewohl sagen. Will stellt die Aufgabe der Woche 'Whitney', da es scheint, dass einige noch sehr von Whitney Houstons Tod betroffen sind. Kurts plötzliche Freundschaft mit einem Jungen bedroht seine Beziehung mit Blaine, und Will und Emma kommen ihrer Traumhochzeit einen Schritt näher. Verwendete Musiktitel: How will I know (Whitney Houston), I wanna dance with somebody (Who loves me) (Whitney Houston), Saving all my love for you (Whitney Houston), So emotional (Whitney Houston), It’s not right but it’s okay (Whitney Houston), I have nothing (Whitney Houston), My love is your love (Whitney Houston) |           |                                 |                               |                      |                                       |                     |                        |
| 62 | 18        | Am Ende aller Kräfte            | Choke                         | 1. Mai 2012          | 1. Sep. 2012                          | Michael Uppendahl   | Marti Noxon            |
| Rachel und Kurt bereiten sich für die Auditions der NYADA vor. Kurt entscheidet sich kurzfristig für eine andere Nummer, mit der er begeistern kann, Rachel jedoch bekommt beim Vorsingen weitreichende Schwierigkeiten. Währenddessen müssen sich Coach Beiste und die Glee-Mädchen mit dem Thema häuslicher Gewalt auseinandersetzen. Verwendete Musiktitel: The Music of the Night (Musical "Das Phantom der Oper"), School's out (Alice Cooper), Cell Block Tango (Musical "Chicago"), Not the boy next door (Musical "The Boy from Oz"), Don’t rain on my parade (Musical "Funny Girl"), The Rain in Spain (Musical "My Fair Lady"), Shake it out (Florence + The Machine), Cry (Kelly Clarkson) |           |                                 |                               |                      |                                       |                     |                        |
| 63 | 19        | Auf einen Ball vor unserer Zeit | Prom-asaurus                  | 8. Mai 2012          | 1. Sep. 2012                          | Eric Stoltz         | Ryan Murphy            |
| Brittany macht das Thema des Abschlussballs Dinosaurier. Da es zur Zeit der Dinosaurier noch kein Haargel gegeben hat, bannt sie es vom Ball, und das macht besonders Blaine zu schaffen. Als die Nominierungen für Abschlussballkönig – und Königin bekannt gegeben werden, treten die Schüler in den Kampagnen-Kampf. Die Ausgestoßenen organisieren eine Anti-Ball Party. Verwendete Musiktitel: Big girls don’t cry (Fergie), Dinosaur (Ke$ha), Love you like a love song (Selena Gomez & The Scene), What makes you beautiful (One Direction), Take my breath away (Berlin) |           |                                 |                               |                      |                                       |                     |                        |
| 64 | 20        | Menschliche Requisite           | Props                         | 15. Mai 2012         | 1. Sep. 2012                          | Ian Brennan         | Ian Brennan            |
| Tinas Kopfverletzung vom Sturz in einen Brunnen lässt sie die Glee-Kids und andere Leute an der McKinley High auf eine ganz andere Weise sehen, während der Glee-Club sich auf die Nationals vorbereitet. Verwendete Musiktitel: I won't give up (Jason Mraz), Because you loved me (Céline Dion), Always true to you in my fashion (Musical: "Kiss me, Kate"), Mean (Taylor Swift), Flashdance… What a Feeling (Irene Cara) |           |                                 |                               |                      |                                       |                     |                        |
| 65 | 21        | And the winner is…              | Nationals                     | 15. Mai 2012         | 1. Sep. 2012                          | Eric Stoltz         | Ali Adler              |
| Der Glee-Club reist nach Chicago, um an den Nationals gegen die besten Showchöre des Landes anzutreten, bei denen unter anderem Lindsay Lohan ein Teil der Jury ist. Verwendete Musiktitel: The edge of glory (Lady Gaga), It’s all coming back to me now (Céline Dion), Paradise by the dashboard light (Meat Loaf), Starships (Nicki Minaj), Pinball Wizard (The Who), Starlight Express (Musical: "Starlight Express"), Tongue Tied (Grouplove), We are the champions (Queen) |           |                                 |                               |                      |                                       |                     |                        |
| 66 | 22        | Zukunft voraus                  | Goodbye                       | 22. Mai 2012         | 1. Sep. 2012                          | Brad Falchuk        | Brad Falchuk           |
| Der Jahrgang 2012 macht seinen Abschluss und die Glee-Kids verabschieden sich von den Abschlussschülern, die ihre High-School-Jahre Revue passieren lassen und über ihre Zukunft nachdenken. Verwendete Musiktitel: Sit down, you're rockin' the boat (Musical: "Guys and Dolls"), Forever Young (Rod Stewart), Single Ladies (Put a ring on it) (Beyoncé), I’ll remember (Madonna), You get what you give (New Radicals), In my life (The Beatles), Glory Days (Bruce Springsteen), Roots before branches (Room for Two) |           |                                 |                               |                      |                                       |                     |                        |

## Staffel 4
Die Erstausstrahlung der vierten Staffel war vom 13. September 2012 bis zum 9. Mai 2013 auf dem US-amerikanischen Sender Fox zu sehen. Die deutschsprachige Erstausstrahlung sendete der Pay-TV-Sender Passion vom 5. Juli bis zum 29. November 2013.
| Nr. (ges.) | Nr. (St.) | Deutscher Titel              | Originaltitel                  | Erstausstrahlung USA | Deutschsprachige Erstausstrahlung (D) | Regie               | Drehbuch                       |
| --- | --------- | ---------------------------- | ------------------------------ | -------------------- | ------------------------------------- | ------------------- | ------------------------------ |
| 67 | 1         | Die neue und die alte Rachel | The New Rachel                 | 13. Sep. 2012        | 5. Juli 2013                          | Brad Falchuk        | Ryan Murphy                    |
| Rachel beginnt das Schuljahr in New York, wo sie auf den attraktiven Schüler Brody trifft, der Interesse an ihr zeigt. An der McKinley High beginnt der Wiederaufbau der New Directions. Will bekommt Hilfe von Kurt, um neue Talente für den Glee Club zu finden, wo man unter anderem auf Pucks Halbbruder Jake trifft. Blaine, Brittany, Tina und Unique wollen alle Rachels Platz als Kapitän des Clubs einnehmen und Artie muss sich für einen entscheiden. Verwendete Musiktitel: Sister Christian (Night Ranger), Call me maybe (Carly Rae Jespen), Americano / Dance Again (Lady Gaga / Jennifer Lopez feat. Pitbull), Never say never (The Fray), New York state of mind (Billy Joel), It's time (Imagine Dragons), Chasing Pavements (Adele) |           |                              |                                |                      |                                       |                     |                                |
| 68 | 2         | Britney 2.0                  | Britney 2.0                    | 20. Sep. 2012        | 12. Juli 2013                         | Alfonso Gomez-Rejon | Brad Falchuk                   |
| Brittany ist auf einem Tiefgang, nachdem sie von den Cheerios rausgeschmissen wurde und Santana kaum Zeit für sie hat. Dies veranlangt Will eine zweite Britney-Spears-Woche zu machen. Jake wird von jemandem wachgerüttelt, welcher Weg der bessere ist. In New York versucht Rachel, mit Unterstützung von Brody, ihrer Tanzlehrerin zu beweisen, wie sexy sie ist. Verwendete Musiktitel: Hold it against me (Britney Spears), Boys / Boyfriend (Britney Spears feat. Pharrell Williams / Justin Bieber), Womanizer (Britney Spears), 3 (Britney Spears), Crazy / U drive me crazy (Aerosmith / Britney Spears), Oops!… I did it again (Britney Spears), Gimme More (Britney Spears), Everytime (Britney Spears)                                   |           |                              |                                |                      |                                       |                     |                                |
| 69 | 3         | Wenn die Muse nicht küsst    | Makeover                       | 27. Sep. 2012        | 19. Juli 2013                         | Eric Stoltz         | Ian Brennan                    |
| Blaine tritt gegen Brittany als Jahrgangssprecher an, um seine Einsamkeit zu vergessen. Will fürchtet die Leidenschaft für den Glee Club verloren zu haben. Kurt bewirbt sich bei seiner Mode-Ikone Isabelle Klempt, die bei Vogue.com arbeitet. Verwendete Musiktitel: Everybody wants to rule the world (Tears For Fears), Celebrity Skin (Hole), The way you look tonight / You're never fully dressed without a smile (Fred Astaire / Musical "Annie"), A change would do you good (Sheryl Crow) |           |                              |                                |                      |                                       |                     |                                |
| 70 | 4         | Trennung ist der Liebe Tod?  | The Break-Up                   | 4. Okt. 2012         | 26. Juli 2013                         | Alfonso Gomez-Rejon | Ryan Murphy                    |
| Rachel und Kurt bekommen unerwartete Besuche in New York City, die einiges verändern. Inzwischen versuchen Santana und Brittany mit der Fernbeziehung klarzukommen und Will und Emma argumentieren um ein neues Jobangebot. Verwendete Musiktitel: Barely Breathing (Duncan Sheik), Give your heart a break (Demi Lovato), Teenage Dream (Acoustic) (Katy Perry), Don't speak (No Doubt), Mine (Taylor Swift), The Scientist (Coldplay) |           |                              |                                |                      |                                       |                     |                                |
| 71 | 5         | Die Rolle, die dir zugedacht | The Role You Were Born to Play | 8. Nov. 2012         | 2. Aug. 2013                          | Brad Falchuk        | Michael Hitchcock              |
| Die Rollen für das diesjährige Schulmusical Grease werden gecastet. Artie holt Mercedes und Mike zurück an die McKinley, damit sie ihm und Finn bei den Vorsprechen helfen. Konkurrenten für die männliche Hauptrolle sind Jake und der Footballspieler Ryder Lynn, während Marley und Kitty Rivalen für die weibliche Hauptrolle sind. Verwendete Musiktitel: Hopelessly devoted to you (Musical: "Grease"), Blow Me (One Last Kiss) (Pink), Juke Box Hero (Foreigner), Everybody Talks (Neon Trees), Born to hand jive (Musical: "Grease") |           |                              |                                |                      |                                       |                     |                                |
| 72 | 6         | Glease                       | Glease                         | 15. Nov. 2012        | 9. Aug. 2013                          | Michael Uppendahl   | Roberto Aguirre-Sacasa         |
| Eine aufgeregte Rachel bereitet sich auf ihre Off-Broadway Audition vor, während eine eifersüchtige Cassandra eine zeitliche Gelegenheit ausnützt. Sue beendet ihren Waffenstillstand mit dem Glee-Club und die Aufführung von Grease wird von Wade's Eltern gefährdet, die ihren Sohn schützen wollen. Verwendete Musiktitel: Greased Lightning (Musical "Grease"), Look at me, I'm Sandra Dee (Musical "Grease"), Beauty School Dropout (Musical "Grease"), Look at me, I'm Sandra Dee (Reprise) (Musical "Grease"), There are worse things I could do (Musical "Grease"), You're the one that I want (Musical "Grease") |           |                              |                                |                      |                                       |                     |                                |
| 73 | 7         | Dynamische Duette            | Dynamic Duets                  | 22. Nov. 2012        | 16. Aug. 2013                         | Ian Brennan         | Ian Brennan                    |
| Als die Nationals-Trophäe von einem bekannten Rivalen gestohlen wird, ist es die Aufgabe der McKinley-Superhelden, den Tag zu retten. Zwei der neuen Glee-Club Mitglieder wollen Zuneigung einer Dritten und Blaine bekommt ein verlockendes Angebot. Verwendete Musiktitel: Dark Side (Kelly Clarkson), Superman (R.E.M.), Holding out for a hero (Bonnie Tyler), Heroes (David Bowie), Some Nights (fun.) |           |                              |                                |                      |                                       |                     |                                |
| 74 | 8         | Wiedersehen macht Freunde    | Thanksgiving                   | 29. Nov. 2012        | 23. Aug. 2013                         | Bradley Buecker     | Russel Friend & Garrett Lerner |
| Mit den kommenden Feiertagen kehren mehrere Abschlussschüler nach Lima zurück. Finn bittet seine alten Teamkollegen um Hilfe bei den diesjährigen Sectionals. Inzwischen bekommt Kurt in New York einen guten Rat von einer vertrauenswürdigen Quelle und Rachel und Brody kommen sich wieder näher. Verwendete Musiktitel: Homeward Bound / Home (Simon & Garfunkel / Phillip Phillips), Come see about me (The Supremes), Whistle (Flo Rida), Live while we're young (One Direction), Let’s have a kiki / Turkey lurkey time (Scissor Sisters / Musical: "Promises, Promises"), Over the river and through the wood / She’ll Be Coming ’Round the Mountain (Lydia Maria Child / Traditional), Gangnam Style (PSY)                                    |           |                              |                                |                      |                                       |                     |                                |
| 75 | 9         | Schwanengesang               | Swan Song                      | 6. Dez. 2012         | 30. Aug. 2013                         | Brad Falchuk        | Stacy Traub                    |
| Kurt bekommt eine Chance, von der er nie geträumt hätte. Sue gewinnt einen langerhofften Sieg über die New Directions, Sam gesteht seine Gefühle für einen Anderen, während Finn eine benötigte Lehre bekommt. Verwendete Musiktitel: Somethin' Stupid (Frank Sinatra and Nancy Sinatra), All that Jazz (Musical "Chicago"), Being good isn't good enough (Barbra Streisand), O Holy Night (Traditionell), Being Alive (Musical "Company"), Don't dream it's over (Crowded House) |           |                              |                                |                      |                                       |                     |                                |
| 76 | 10        | Tatsächlich … Glee           | Glee, Actually                 | 13. Dez. 2012        | 6. Sep. 2013                          | Adam Shankman       | Matthew Hodgson                |
| Es ist Weihnachtszeit, als auch der bevorstehende Weltuntergang, worauf sich Brittany und Sam vorbereiten. Die Puckermans unternehmen einen kleinen Ausflug, Kurt bekommt einen unerwarteten Besucher in N.Y., der Neuigkeiten mitbringt. Artie träumt von seinem Leben ohne Rollstuhl und Sue wird von der Weihnachtsstimmung mitgenommen. Verwendete Musiktitel: Feliz Navidad (José Feliciano), White Christmas (Michael Bublé & Shania Twain), Oh Hanukkah (Barenaked Ladies), Jingle Bell Rock (Bobby Helms), The First Noël (Traditionell), Have yourself a merry little Christmas (Judy Garland) |           |                              |                                |                      |                                       |                     |                                |
| 77 | 11        | Ladies First                 | Sadie Hawkins                  | 24. Jan. 2013        | 13. Sep. 2013                         | Bradley Buecker     | Ross Maxwell                   |
| Als die McKinley High ihren ersten Sadie-Hawkins-Tanz veranstaltet, bietet es einigen der Mädchen eine seltene Chance, sich mächtig zu fühlen, während die Jungen das andere Ende des Spektrums erleben. In einem Versuch, neue Freunde in NYADA zu finden, ignoriert Kurt Rachels Rat und erwägt, einem Club mit zweifelhaften Ruf beizutreten. Verwendete Musiktitel: I don't know how to love him (Musical: "Jesus Christ Superstar"), Baby got back (Jonathan Coulton), Tell him (The Exciters), No Scrubs (TLC), Locked out of heaven (Bruno Mars), I only have eyes for you (The Flamingos) |           |                              |                                |                      |                                       |                     |                                |
| 78 | 12        | Kalender Boys                | Naked                          | 31. Jan. 2013        | 20. Sep. 2013                         | Ian Brennan         | Ryan Murphy                    |
| Da die New Directions jetzt zu den Regionals fahren, brauchen sie mehr Geld. Also machen sie einen Men of McKinley-Kalender, aber nicht jeder ist davon begeistert. In NYADA bekommt Rachel ein Rollenangebot in einem Studentenfilm, doch dieser erfordert, dass sie oben ohne ist. Zwei bekannte Gesichter reisen nach New York und versuchen sie davon abzuhalten. Verwendete Musiktitel: Torn (Natalie Imbruglia), Centerfold / Hot in here (The J. Geils Band / Nelly), A thousand years (Christina Perri), Let me love you (Until you learn to love yourself) (Ne-Yo), Love Song (Sara Bareilles), This is the new year (A Great Big World) |           |                              |                                |                      |                                       |                     |                                |
| 79 | 13        | Die Diva in dir              | Diva                           | 7. Feb. 2013         | 27. Sep. 2013                         | Paris Barclay       | Brad Falchuk                   |
| Besorgt darüber, dass die New Directions nicht den Killerinstinkt für die Regionals haben, gibt Finn dem Glee-Club die Aufgabe ihre inneren Diven zu entdecken. Rachels narzisstisches Verhalten wird zu viel für Kurt und er fordert sie zu einem Sing-Off heraus. Santanas Rückkehr nach Lima bereitet Brittany und Sam Probleme und bietet ein Jobangebot von Sue. Verwendete Musiktitel: Diva (Beyoncé), Don't stop me now (Queen), Nutbush City Limits (Ike & Tina Turner), Make No Mistake, She's Mine (Kenny Rogers & Ronnie Milsap), Bring Him Home (Musical: Les Misérables), Hung Up (Madonna), Girl on fire (Alicia Keys) |           |                              |                                |                      |                                       |                     |                                |
| 80 | 14        | Eine lässt das lieben        | I Do                           | 14. Feb. 2013        | 4. Okt. 2013                          | Brad Falchuk        | Ian Brennan                    |
| Emmas Nerven liegen blank als ihre Valentinstags Hochzeit naht, doch wird der Druck zu viel sein? Will bittet die New Directions die Unterhaltung für die Feier zu sein. Funken fliegen, wenn alte Beziehungen neu entfacht werden, und neue – und unerwartete – beginnen. Verwendete Musiktitel: You’re all I need to get by (Marvin Gaye & Tammi Terrell), (Not) getting married today (Musical: "Company"), Just can’t get enough (Depeche Mode), We’ve got tonight (Kenny Rodgers & Sheena Easton), Anything could happen (Ellie Goulding) |           |                              |                                |                      |                                       |                     |                                |
| 81 | 15        | Dramen à la Hollywood        | Girls (and Boys) on Film       | 7. März 2013         | 11. Okt. 2013                         | Ian Brennan         | Michael Hitchcock              |
| Will beauftragt die Jungs und Mädchen, einen Mash-Up mit ihren Lieblingsfilmliedern zu produzieren. Währenddessen ist Will auf der Suche nach Emma. Santana traut Brody nicht und vermutet, er habe ein dunkles Geheimnis. Sie findet auch heraus, was Rachel zu verbergen versucht hat. Verwendete Musiktitel: You're all the world to me (Film: Königliche Hochzeit), Shout (The Isley Brothers), Come What May (Film: Moulin Rouge von Nicole Kidman & Ewan McGregor), Old Time Rock And Roll / Danger Zone (Bob Seger / Kenny Loggings), Diamonds are a girl's best friend / Material Girl (Marilyn Monroe / Madonna), In your eyes (Peter Gabriel), Unchained Melody (The Righteous Brothers), Footloose (Kenny Loggins)                          |           |                              |                                |                      |                                       |                     |                                |
| 82 | 16        | Fehde                        | Feud                           | 14. März 2013        | 18. Okt. 2013                         | Bradley Buecker     | Roberto Aguirre-Sacasa         |
| Die New Directions greifen ein, als die Spannung zwischen Will und Finn immer mehr zunimmt. Sie drehen den Spieß um und machen die Wochenaufgabe Epische Musical Streits, in der Hoffnung, dass ihre Anführer wieder Frieden schließen. Die Aufgabe spricht auch andere Glee-Club Mitglieder an, zwischen denen es Auseinandersetzungen gibt. Santana ist weiterhin misstrauisch über Brodys außerschulischen Aktivitäten. Verwendete Musiktitel: How to be a heartbreaker (Marina and the Diamonds), The bitch is back / Dress you up (Elton John / Madonna), Cold Hearted (Paula Abdul), Bye Bye Bye / I Want It That Way (N'Sync / Backstreet Boys), I Still Believe / Super Bass (Mariah Carey / Nicky Minaj), Closer (Tegan and Sara)             |           |                              |                                |                      |                                       |                     |                                |
| 83 | 17        | Heimliche Laster             | Guilty Pleasures               | 21. März 2013        | 25. Okt. 2013                         | Eric Stoltz         | Russel Friend & Garrett Lerner |
| Will erkrankt und so übernehmen Sam und Blaine die Führung vom Glee-Club. In dem Bemühen die New Directions näher zusammenzubringen, fordern sie dem Club auf, Songs von Künstlern zu singen, bei denen sie ein schlechtes Gewissen haben, deren Musik zu mögen. Was als peinliche und persönliche Aufgabe beginnt, entwickelt sich in eine Darstellung von inniger Freundschaft. Kurts geheimstes Guilty Pleasure wird enthüllt und Rachel erfährt die Wahrheit über Brody. Verwendete Musiktitel: Wake me up before you go-go (Wham!), Copacabana (Barry Manilow), Against all odds (Take a look at me now) (Phil Collins), Wannabe (Spice Girls), My Prerogative (Bobby Brown), Creep (Radiohead), Mamma Mia (ABBA)                                 |           |                              |                                |                      |                                       |                     |                                |
| 84 | 18        | Letzte Chancen mit Schuss    | Shooting Star                  | 11. Apr. 2013        | 1. Nov. 2013                          | Bradley Buecker     | Matthew Hodgson                |
| Für die wöchentliche Aufgabe gibt Will den Kids das Thema Last Chance in der Hoffnung, ihre Angst vor der drohenden Katastrophe zu inspirieren, jeden Tag so zu leben, als ob es ihr letzter sein könnte. Während Wills Unterrichtsplan Coach Beiste dazu veranlasst, ein unerwartetes Geständnis zu machen, bekommt die Aufgabe plötzlich eine neue Bedeutung, als in der Schule ein erschreckendes reales Ereignis stattfindet. Verwendete Musiktitel: Your Song (Elton John), More than words (Extreme), Say (John Mayer) |           |                              |                                |                      |                                       |                     |                                |
| 85 | 19        | Süße Träume                  | Sweet Dreams                   | 18. Apr. 2013        | 8. Nov. 2013                          | Elodie Keene        | Ross Maxwell                   |
| Rachel bereitet sich auf die Funny Girl-Audition vor und bekommt dafür Rat von Shelby, die Rachel dazu bringt, einen bekannten Song zu singen. Finn und Puck lernen das Collegeleben kennen, und Will präsentiert dem Glee-Club die Setlist für die Regionals mit dem diesjährigen Thema Träume. Einige sind von den 80er-Songs, die Will ausgesucht hat, nicht begeistert. Besonders Marley, die Will vorschlagen will, ihre selbstgeschriebenen Songs zu singen. Verwendete Musiktitel: Next to me (Emeli Sandé), (You gotta) Fight for your right (To party) (Beastie Boys), You have more friends than you know (Jeff Marx), Don't stop believin' (Journey), Outcast (Original)                                                                    |           |                              |                                |                      |                                       |                     |                                |
| 86 | 20        | Licht aus                    | Lights Out                     | 25. Apr. 2013        | 15. Nov. 2013                         | Paris Barclay       | Ryan Murphy                    |
| Als die McKinley an einen Stromausfall leidet, nutzt Will die Situation aus, um Unplugged zu versuchen, dass seine Schüler ermutigen soll, ihre eigenen großen Stimmen zu finden. Besorgt, dass Santana ihr Talent in New Yorker Bars verschwendet, ermutigen Kurt und Rachel sie ihre Träume zu verwirklichen, obwohl Santana selbst nicht weiß, was sie wirklich will. Verwendete Musiktitel: The Star-Bangled Banner (Traditionell), You've lost that lovin' feelin' (The Righteous Brothers), Everybody hurts (R.E.M.), We will rock you (Queen), Little Girls (Musical "Annie"), At the ballet (Musical "A Chorus Line"), For the longest time (Billy Joel)                                                                                       |           |                              |                                |                      |                                       |                     |                                |
| 87 | 21        | Gutes braucht seine Zeit     | Wonder-ful                     | 2. Mai 2013          | 22. Nov. 2013                         | Wendey Stanzler     | Brad Falchuk                   |
| Einige Abschlusschüler kehren wieder an die McKinley zurück. Will erteilt Stevie Wonders Musik als Wochenaufgabe. Artie wird vom College seiner Wahl angenommen, jedoch denkt er, er wird von seiner Mutter zurückgehalten. Rachel bereitet sich auf ihre zweite Funny Girl-Audition vor und trifft noch einmal auf Cassandra. Verwendete Musiktitel: Signed, sealed, delivered I'm yours (Stevie Wonder), Superstition (Stevie Wonder), You are the sunshine of my life (Stevie Wonder), I wish (Stevie Wonder), Uptight (Everything’s alright) (Stevie Wonder), Higher Ground (Stevie Wonder), For once in my life (Stevie Wonder) |           |                              |                                |                      |                                       |                     |                                |
| 88 | 22        | Vom Finden der Liebe         | All or Nothing                 | 9. Mai 2013          | 29. Nov. 2013                         | Bradley Buecker     | Ian Brennan                    |
| Ryder hält den Druck nicht mehr aus und will endlich wissen, wer im Glee-Club seine Internetbekanntschaft ist. Wenn sich derjenige nicht stellt, droht er bei den Regionals nicht aufzutreten. Brittany ist, nachdem sie frühzeitig am MIT angenommen wurde, eine andere Person, sodass Santana nach Lima reist, um die alte Brittany zurückzubringen. Rachels entscheidende Audition für ihre Traumrolle steht bevor, während die New Directions bei den Regionals antreten. Verwendete Musiktitel: To love you more (Céline Dion), Rainbow Connection (Kermit, der Frosch), Clarity (Zedd feat. Foxes), Wings (Little Mix), Hall of Fame (The Script feat. will.i.am), I love it (Icona Pop feat. Charli XCX), All or nothing (Original)             |           |                              |                                |                      |                                       |                     |                                |

## Staffel 5
Die Erstausstrahlung der fünften Staffel war vom 26. September 2013 bis zum 13. Mai 2014 auf dem US-amerikanischen Sender Fox zu sehen. EntertainTV veröffentlichte diese Staffel am 6. September 2018 erstmals mit einer deutschen Synchronisation.
| Nr. (ges.) | Nr. (St.) | Deutscher Titel                        | Originaltitel                     | Erstausstrahlung USA | Deutschsprachige Erstveröffentlichung (D) | Regie           | Drehbuch                                |
| --- | --------- | -------------------------------------- | --------------------------------- | -------------------- | ----------------------------------------- | --------------- | --------------------------------------- |
| 89 | 1         | Liebe, Liebe, Liebe                    | Love Love Love                    | 26. Sep. 2013        | 6. Sep. 2018                              | Bradley Buecker | Brad Falchuk                            |
| Die New Directions wagen sich für zwei Wochen an die Klassiker der Beatles. Nach einem enttäuschenden Callback versucht Rachel ein wenig notwendige Lebenserfahrungen zu sammeln und nimmt, zusammen mit Santana, einen Job als Kellnerin am Broadway an. Blaine plant ein spektakuläres Ereignis, das Freunde und Feinde vereinen wird, um dann um Kurts Hand anzuhalten. Verwendete Musiktitel: Yesterday (The Beatles), Drive my car (The Beatles), Got to get you into my life (The Beatles), You’ve got to hide your love away (The Beatles), Help! (The Beatles), A hard day’s night (The Beatles), I saw her standing there (The Beatles), All you need is love/She loves you (The Beatles) |           |                                        |                                   |                      |                                           |                 |                                         |
| 90 | 2         | Tina in the Sky with Diamonds          | Tina in the Sky with Diamonds     | 3. Okt. 2013         | 6. Sep. 2018                              | Ian Brennan     | Ian Brennan                             |
| Das Rennen um die diesjährige Ballkönigin bringt das Beste und das Schlimmste aus den Kandidaten Tina und Kitty heraus. Sam versucht eine Verbindung mit einer neuen Schulkrankenschwester aufzubauen, eine zunehmend entmutigte Rachel zweifelt die Rolle der Fanny Brice zu bekommen und Santana ist an einer Arbeitskollegin interessiert. Verwendete Musiktitel: Revolution (The Beatles), Get Back (The Beatles), Something (The Beatles), Here comes the sun (The Beatles), Sgt. Pepper’s Lonely Hearts Club Band (The Beatles), Hey Jude (The Beatles), Let It Be (The Beatles) |           |                                        |                                   |                      |                                           |                 |                                         |
| 91 | 3         | Der Quarterback                        | The Quarterback                   | 10. Okt. 2013        | 6. Sep. 2018                              | Brad Falchuk    | Ryan Murphy, Brad Falchuk & Ian Brennan |
| Die McKinley-High-Familie, Ehemalige und Jetzige, kommt zusammen, um das Leben von Finn Hudson zu feiern und sich daran zu erinnern. Verwendete Musiktitel: Seasons of Love (Musical "Rent"), I'll stand by you (The Pretenders), Fire and Rain (James Taylor), If I die young (The Band Perry), No Surrender (Bruce Springsteen), Make you feel my love (Adele) |           |                                        |                                   |                      |                                           |                 |                                         |
| 92 | 4         | Katy oder Gaga                         | A Katy or a Gaga                  | 7. Nov. 2013         | 6. Sep. 2018                              | Ian Brennan     | Russel Friend & Garrett Lerner          |
| Die New Directions bekommen als Wochenaufgabe die zwei Popdiven Katy Perry und Lady Gaga. In New York hält Kurt ein Casting für seine neue Band. Verwendete Musiktitel: Marry the night (Lady Gaga), Applause (Lady Gaga), Wide Awake (Katy Perry), Roar (Katy Perry) |           |                                        |                                   |                      |                                           |                 |                                         |
| 93 | 5         | Schluss mit Twerking                   | The End of Twerk                  | 14. Nov. 2013        | 6. Sep. 2018                              | Wendey Stanzler | Michael Hitchcock                       |
| Der Glee-Club lernt den Tanz der Stunde: Twerking. Unterdessen entdeckt Marley Jakes Beziehung mit Bree, und Rachel versucht, Kurt zu überzeugen, dass sich beide Tattoos stechen lassen sollten. Verwendete Musiktitel: You are woman, I am man (Musical: "Funny Girl"), Blurred Lines (Robin Thicke feat. T.I. amd Pharrell), If I were a boy (Beyoncé), Wrecking Ball (Miley Cyrus), On Our Way (The Royal Concept) |           |                                        |                                   |                      |                                           |                 |                                         |
| 94 | 6         | Aufbruch                               | Movin’ Out                        | 21. Nov. 2013        | 6. Sep. 2018                              | Brad Falchuk    | Roberto Aguirre-Sacasa                  |
| Die New Directions ehren den „Piano Man“ Billy Joel. Blaine und Sam reisen nach New York, angeblich, um potenzielle Colleges zu besichtigen. Verwendete Musiktitel: Movin' Out (Anthony's Song) (Billy Joel), Piano Man (Billy Joel), My Life (Billy Joel), Honesty (Billy Joel), An innocent man (Billy Joel), Just the way you are (Billy Joel), You may be right (Billy Joel) |           |                                        |                                   |                      |                                           |                 |                                         |
| 95 | 7         | Puppenspieler                          | Puppet Master                     | 28. Nov. 2013        | 6. Sep. 2018                              | Paul McCrane    | Matthew Hodgson                         |
| Blaine glaubt, er habe den besten Plan um die Nationals zu gewinnen, jedoch finden die anderen Club-Mitglieder, dass er zu beherrschend ist. Kurts Band ist nicht einverstanden mit dem Austragungsort ihres ersten Auftritts. Sue kommt in Kontakt mit ihrer weiblichen Seite. Verwendete Musiktitel: Into the groove (Madonna), You're my best friend (Queen), Nasty / Rhythm Nation (Janet Jackson) Cheek to Cheek (Fred Astaire), The Fox (What does the fox say?) (Ylvis) |           |                                        |                                   |                      |                                           |                 |                                         |
| 96 | 8         | Zuvor nicht gezeigte Weihnachtsepisode | Previously Unaired Christmas      | 5. Dez. 2013         | 6. Sep. 2018                              | Wendey Stanzler | Ross Maxwell                            |
| Sue Sylvester stellt die Folge als Weihnachts-Special vor, da Fox letztes Jahr nicht erlaubte, sie auszustrahlen. Doch dieses Jahr, nach einigen Änderungen, werden die noch nie zuvor gesehenen Aufnahmen zur Verfügung gestellt. Die New Directions sprechen für die lebende Krippe der McKinley vor. Nach der Trennung von Brittany reist Santana nach New York, um die Feiertage mit Kurt und Rachel zu verbringen. Die drei versuchen sich als Weihnachtselfen in einer Mall. Verwendete Musiktitel: Here comes Santa Claus (Bing Crosby & The Andrew Sisters), Rockin’ around the Christmas tree (Brenda Lee), Mary’s Boy Child/Oh my lord (Boney M), The Chipmunk Song (Christmas don’t be late) (Alvin and the Chipmunks), Love Child (Diana Ross & The Supremes), Away in a manger (Traditionell) |           |                                        |                                   |                      |                                           |                 |                                         |
| 97 | 9         | Falsche Freunde                        | Frenemies                         | 25. Feb. 2014        | 6. Sep. 2018                              | Bradley Buecker | Ned Martel                              |
| Santana schnappt sich die Rolle als Rachel's Zweitbesetzung in Funny Girl. Dies verursacht einen heftigen Streit zwischen den zwei Mitbewohnerinnen. Besorgt darüber, dass Elliott im Rampenlicht stehen will, freundet sich Kurt mit ihm an, um mehr über seinen Bandkollegen und dessen Absichten herauszufinden. In Lima konkurrieren Artie und Tina im Wettstreit um den Jahrgangsbesten. Verwendete Musiktitel: Whenever I call you friend (Kenny Loggins & Stevie Nicks), Brave (Sara Bareilles), My Lovin’ (You’re never gonna get it) (En Vogue), Beautiful Dreamer (Stephen Foster), Don't rain on my parade (Musical "Funny Girl"), I believe in a thing called love (The Darkness), Every breath you take (The Police), Breakaway (Kelly Clarkson)                                              |           |                                        |                                   |                      |                                           |                 |                                         |
| 98 | 10        | Trio                                   | Trio                              | 4. März 2014         | 6. Sep. 2018                              | Ian Brennan     | Rivka Sophia Rossi                      |
| Einige der diesjährigen Abschlussschüler versuchen, letzte Erinnerungen an die McKinley High zu schaffen und brechen nachts in das Schulgebäude ein. Santana und Rachels anhaltender Streit breitet sich auf ihren Freundeskreis aus, welcher gezwungen wird, Seiten zu wählen. Will und Emma versuchen, eine Familie zu gründen. Verwendete Musiktitel: Jumpin’, Jumpin’ (Destiny's Child), Barracuda (Heart), Don’t You (Forget about me) (Simple Minds), Danny’s Song (Loggins & Messina), Gloria (Laura Branigan), The Happening (The Supremes), Hold On (Wilson Phillips) |           |                                        |                                   |                      |                                           |                 |                                         |
| 99 | 11        | Die Stadt der Engel                    | City of Angels                    | 11. März 2014        | 6. Sep. 2018                              | Elodie Keene    | Jessica Meyer                           |
| Die New Directions reisen nach Los Angeles, um an den Nationals teilzunehmen. Finns Eltern reisen als Begleiter mit. Verwendete Musiktitel: I love L.A. (Randy Newman), Vacation (The Go-Go's), Mr. Roboto / Counting Stars (Styx / One Republic), More Than a Feeling (Boston), America (Neil Diamond), I still haven’t found what I'm looking for (U2) |           |                                        |                                   |                      |                                           |                 |                                         |
| 100 | 12        | 100                                    | 100                               | 18. März 2014        | 6. Sep. 2018                              | Paris Barclay   | Ryan Murphy, Brad Falchuk & Ian Brennan |
| Jetzige und frühere Mitglieder der New Directions vereinen sich für eine allerletzte Wochenaufgabe – ihre Lieblings-Performances neu zu erfinden. Verwendete Musiktitel: Raise your glass (Pink), Toxic (Britney Spears), Defying Gravity (Musical: "Wicked"), Valerie (Mark Ronson feat. Amy Winehouse), Keep holding on (Avril Lavigne), Happy (Pharrell Williams) |           |                                        |                                   |                      |                                           |                 |                                         |
| 101 | 13        | New Directions                         | New Directions                    | 25. März 2014        | 6. Sep. 2018                              | Brad Falchuk    | Brad Falchuk                            |
| Als das Schicksal des Glee-Clubs Realität wird, schmieden Holly und April einen Plan, wie sie die New Directions retten können. Verwendete Musiktitel: I am changing (Film: "Dreamgirls"), Party all the time (Eddie Murphy), Loser like me (Acoustic) (Original), Be Okay (Oh Honey), Just give me a reason (Pink feat. Nate Ruess), Don’t stop believin’ (Journey) |           |                                        |                                   |                      |                                           |                 |                                         |
| 102 | 14        | Neues New York                         | New New York                      | 1. Apr. 2014         | 6. Sep. 2018                              | Sanaa Hamri     | Ryan Murphy                             |
| Ein paar Monate nach dem Ende vom Glee-Club passen die ehemaligen Glee-Kids ihr neues Leben im Big Apple an. Verwendete Musiktitel: Downtown (Petula Clark), You make me feel so young (Frank Sinatra), Best day of my life (American Authors), Rockstar (A Great Big World), Don’t sleep in the subway (Petula Clark), People (Musical: "Funny Girl") |           |                                        |                                   |                      |                                           |                 |                                         |
| 103 | 15        | Bashing                                | Bash                              | 8. Apr. 2014         | 6. Sep. 2018                              | Bradley Buecker | Ian Brennan                             |
| Kurt ist Opfer eines Angriffs aufgrund seiner sexuellen Orientierung. Verwendete Musiktitel: No one is alone (Musical "Into the woods), (You make me feel like) A Natural Woman (Aretha Franklin), Broadway Baby (Musical "Follies"), Not while I'm around (Musical "Sweeney Todd"), Colorblind (Amber Riley), I'm still here (Musical "Follies) |           |                                        |                                   |                      |                                           |                 |                                         |
| 104 | 16        | Premiere                               | Tested                            | 15. Apr. 2014        | 6. Sep. 2018                              | Paul McCrane    | Russel Friend & Garrett Lerner          |
| Als die Jungs sich auf sexuell übertragbare Krankheiten testen lassen, fällt ein Test positiv für Artie aus, und er ist gezwungen, es seinen Sexualpartnern zu erzählen. Kurt und Blaine haben Beziehungsprobleme. Verwendete Musiktitel: Addicted to love (Robert Palmer), I want to know what love is (Foreigner), Love is a battlefield (Pat Benatar), Let’s wait awhile (Janet Jackson) |           |                                        |                                   |                      |                                           |                 |                                         |
| 105 | 17        | Opening Night                          | Opening Night                     | 22. Apr. 2014        | 6. Sep. 2018                              | Eric Stoltz     | Michael Hitchcock                       |
| Es ist Rachels Broadway-Debüt und vor lauter Nervosität und negativen Kommentaren bekommt sie Lampenfieber. Um Rachel in diesem Karriere-definierenden Moment zu unterstützen, sind ein paar bekannte Gesichter nach New York gereist. Verwendete Musiktitel: Lovefool (The Cardigans), N.Y.C. (Musical "Annie"), I'm the greatest star (Musical "Funny"), Who are you now? (Musical "Funny"), Pumpin’ Blood (NONONO) |           |                                        |                                   |                      |                                           |                 |                                         |
| 106 | 18        | Plan B                                 | Back-Up Plan                      | 29. Apr. 2014        | 6. Sep. 2018                              | Ian Brennan     | Roberto Aguirre-Sacasa                  |
| Rachel bekommt eine einzigartige Gelegenheit, die entweder ihre Karriere auf die nächste Stufe befördern könnte, oder sie eventuell komplett beenden könnte. Unterdessen bittet Mercedes um Santanas Hilfe bei der Suche nach einem neuen Sound für ihre Single und eine wohlhabende New Yorker Society-Dame nimmt Blaine unter ihre Fittiche. Verwendete Musiktitel: Wake Me Up (Avicii feat. Aloe Blacc), Doo Wop (That Thing) (Lauryn Hill), Story of my life (One Direction), Piece of my heart (Big Brother and The Holding Company), The Rose (Bette Midler) |           |                                        |                                   |                      |                                           |                 |                                         |
| 107 | 19        | Auf den Hund gekommen                  | Old Dog, New Tricks               | 6. Mai 2014          | 6. Sep. 2018                              | Bradley Buecker | Chris Colfer                            |
| Santana hilft Rachel ihr Image aufzubessern, Kurt versucht pensionierte Broadway-Darsteller mit ihrer Produktion von Peter Pan zu helfen. Um Mercedes zu beweisen, dass er verantwortlich und erwachsen sein kann, adoptiert Sam einen Hund – trotz Mercedes Einwände. Verwendete Musiktitel: I melt with you (Modern English), Memory (Musical: "Cats"), Werewolves of London (Warren Zevon), Lucky Star (Madonna), Take me home tonight (Eddie Money) |           |                                        |                                   |                      |                                           |                 |                                         |
| 108 | 20        | Das titellose Rachel Berry Projekt     | The Untitled Rachel Berry Project | 13. Mai 2014         | 6. Sep. 2018                              | Brad Falchuk    | Matthew Hodgson                         |
| Eine schrullige Hollywood-Drehbuchautorin reist nach New York um das Skript für eine Fernsehserie basierend auf Rachels Leben zu schreiben. Mercedes und Sam machen eine Entscheidung über die Zukunft ihrer Beziehung. Als Blaine sich auf seine Performance mit June Dolloway vorbereitet, wird er mit einer schwierigen Entscheidung konfrontiert. Verwendete Musiktitel: Shakin' my head (Original), All of me (John Legend), Girls on film (Duran, Duran), Glitter in the air (Pink), No time at all (Musical: Pippin), American Boy (Estelle feat. Kanye West), Pompeii (Bastille) |           |                                        |                                   |                      |                                           |                 |                                         |

## Staffel 6
Die Erstausstrahlung der sechsten Staffel war zwischen dem 9. Januar und dem 20. März 2015 auf dem US-amerikanischen Fernsehsender Fox zu sehen. EntertainTV veröffentlichte diese Staffel zusammen mit der fünften am 6. September 2018 auf Deutsch.
| Nr. (ges.) | Nr. (St.) | Deutscher Titel                     | Originaltitel                      | Erstausstrahlung USA | Deutschsprachige Erstveröffentlichung (D) | Regie                         | Drehbuch                                |
| --- | --------- | ----------------------------------- | ---------------------------------- | -------------------- | ----------------------------------------- | ----------------------------- | --------------------------------------- |
| 109 | 1         | Verlierer wie Ich                   | Loser Like Me                      | 9. Jan. 2015         | 6. Sep. 2018                              | Bradley Buecker               | Ryan Murphy, Brad Falchuk & Ian Brennan |
| Nach Rachels peinlicher Demütigung als TV-Schauspielerin kehrt sie nach Lima zurück, um herauszufinden, was sie als nächstes tun soll. Als sie entdeckt, dass Sue jede Art von Kunst von der McKinley Hishschool verbannt hat, nimmt Rachel sich der Aufgabe an, den Glee-Club wieder zu aktivieren und zu leiten. Blaine, der nicht mehr mit Kurt zusammen ist, ist nach Hause gezogen, um die Warblers zu trainieren. Will trainiert deren Rivalen, Vocal Adrenaline. Sam ist der zweite Trainer für das Footballteam der McKinley. Schließlich kehrt auch Kurt nach Lima zurück. Verwendete Musiktitel: Uninvited (Alanis Morrisette), Suddenly Seymour (Musical: Der kleine Horrorladen), Sing (Ed Sheeran), Dance the Night Away (Van Halen), Let It Go (Idina Menzel aus dem Film "Frozen" / "Die Eiskönigin – Völlig unverfroren") |           |                                     |                                    |                      |                                           |                               |                                         |
| 110 | 2         | Homecoming                          | Homecoming                         | 9. Jan. 2015         | 6. Sep. 2018                              | Bradley Buecker               | Ryan Murphy                             |
| Blaine und die Warblers sind mit einer neuen Situation konfrontiert: ein Mädchen möchte sich ihnen anschließen. Auch Puck, Quinn, Santana, Mercedes, Brittany, Artie und Tina an die Schule zurück und helfen Rachel und Kurt dabei, einen neuen Glee-Club auf die Beine zu stellen. Verwendete Musiktitel: Take On Me (A-ha), Tightrope (Janelle Monáe feat. Big Boi), Problem (Ariana Grande feat. Iggy Azalea), Mustang Sally (Wilson Pickett), Home (Edward Sharpe and the Magnetic Zeros) |           |                                     |                                    |                      |                                           |                               |                                         |
| 111 | 3         | Mashup                              | Jagged Little Tapestry             | 16. Jan. 2015        | 6. Sep. 2018                              | Paul McCrane                  | Brad Falchuk                            |
| Rachel und Kurt geben alles, um den Glee Club an der McKinley High wieder auf Trab zu bringen, während Becky einer eher besorgten Sue ihren neuen Freund vorstellt. Verwendete Musiktitel: It's Too Late (Carole King), Hand in My Pocket/I Feel the Earth Move (Alanis Morissette/Carole King), Will You Still Love Me Tomorrow/Head over Feet (Carole King/Alanis Morissette), So Far Away (Carole King), You Learn/You’ve Got a Friend (Alanis Morissette/Carole King) |           |                                     |                                    |                      |                                           |                               |                                         |
| 112 | 4         | Ort der Qualen, Teil 1              | The Hurt Locker, Part One          | 23. Jan. 2015        | 6. Sep. 2018                              | Ian Brennan                   | Ian Brennan                             |
| Rachel macht Will einen Vorschlag, um die Chancen ihres Teams beim Turnier zu verbessern. Sue versucht Sam auf Rachel anzusetzen, um sie aus der Fassung zu bringen. Verwendete Musiktitel: Bitch (Meredith Brooks), A Thousand Miles (Vanessa Carlton), Rock Lobster (The B-52's), Whip it (Devo) |           |                                     |                                    |                      |                                           |                               |                                         |
| 113 | 5         | Ort der Qualen, Teil 2              | The Hurt Locker, Part Two          | 30. Jan. 2015        | 6. Sep. 2018                              | Barbara Brown                 | Ian Brennan                             |
| Sue versucht sich weiter als Strippenzieherin. Unterdessen will Kitty Rachel dabei zu helfen, die perfekte Song-Liste für ihren Auftritt zu finden, und Sam kann den Football-Spieler Spencer für den Glee-Club gewinnen. Verwendete Musiktitel: My Sharona (The Knack), You Spin Me Round (Like a Record) (Dead or Alive), It Must Have Been Love (Roxette), Father Figure (George Michael), All Out of Love (Air Supply) |           |                                     |                                    |                      |                                           |                               |                                         |
| 114 | 6         | Was die Welt jetzt braucht          | What the World Needs Now           | 6. Feb. 2015         | 6. Sep. 2018                              | Barbara Brown                 | Michael Hitchcock                       |
| Brittany und Santana müssen Überzeugungsarbeit innerhalb ihrer Familien leisten. Mercedes kehrt nach Ohio zurück. Sie versucht, Rachel davon zu überzeugen, ihre Broadway-Karriere weiterzuverfolgen. Verwendete Musiktitel: I’ll Never Fall In Love Again (Dionne Warwick), Baby It’s You (The Shirelles), Wishin' and Hopin' (Dionne Warwick), Arthur’s Theme (Best That You Can Do) (Christopher Cross), They Long to Be Close to You (The Carpenters), Promises, Promises (Musical: Promises, Promises), Alfie (Cilla Black), What the World Needs Now (Jackie DeShannon) |           |                                     |                                    |                      |                                           |                               |                                         |
| 115 | 7         | Verwandlung                         | Transitioning                      | 13. Feb. 2015        | 6. Sep. 2018                              | Dante Di Loreto               | Matthew Hodgson                         |
| Will muss zu drastischen Mitteln greifen, um den Schlägern in seinem Glee-Club, Vocal Adrenaline, etwas über Toleranz zu lehren. Die "New Directions"-Mitglieder versuchen indes, Rachel zu helfen, nachdem deren Elternhaus verkauft wurde. Verwendete Musiktitel: You Give Love a Bad Name (Bon Jovi), Same Love (Macklemore & Ryan Lewis feat. Mary Lambert), All About That Bass (Meghan Trainor), Somebody Loves You (Betty Who), Time After Time (Cindy Lauper), I Know Where I've Been (Musical: Hairspray) |           |                                     |                                    |                      |                                           |                               |                                         |
| 116 | 8         | Eine Hochzeit                       | A Wedding                          | 20. Feb. 2015        | 6. Sep. 2018                              | Bradley Buecker & Ian Brennan | Ross Maxwell                            |
| Die Mitglieder von "New Directions" befinden sich gerade in einer heißen Planungs- und Arbeitsphase, während Sue wegen einer bevorstehenden Hochzeit sehr emotional wird und jeden dazu auffordert, seinem Herzen zu folgen. Verwendete Musiktitel: At Last (Etta James), Hey Ya! (Outkast), I'm So Excited (The Pointer Sisters), Our Day Will Come (Ruby & The Romantics) |           |                                     |                                    |                      |                                           |                               |                                         |
| 117 | 9         | Kinderstar                          | Child Star                         | 27. Feb. 2015        | 6. Sep. 2018                              | Michael Hitchcock             | Ned Martel                              |
| Die "New Directions" sollen auf einer Bar Mitzwa auftreten, und die ganze Gruppe muss an einem Strang ziehen, um ihren ersten öffentlichen Auftritt erfolgreich zu überstehen. Derweil drängt Spencer Rodrick dazu abzunehmen. Verwendete Musiktitel: Lose My Breath (Destiny's Child), Friday I'm In Love (The Cure), I Want To Break Free (Queen), Uptown Funk (Mark Ronson feat. Bruno Mars), Break Free (Ariana Grande feat. Zedd), Cool Kids (Echosmith) |           |                                     |                                    |                      |                                           |                               |                                         |
| 118 | 10        | Aufstieg und Fall von Sue Sylvester | The Rise and Fall of Sue Sylvester | 6. März 2015         | 6. Sep. 2018                              | Anthony Hemingway             | Jessica Meyer                           |
| Die "Dalton Academy" ist bis auf die Grundmauern niedergebrannt, und die "Warblers" müssen sich mit den "New Directions" verbinden, um eine Super-Gruppe zu formen. Rachel versucht unterdessen, wieder in New York Fuß zu fassen. Verwendete Musiktitel: Rather Be (Clean Bandit feat. Jess Glynne), The Trolley Song (Judy Garland), Far From Over (Frank Stallone), The Final Countdown (Europe), Rise (Original von Darren Criss) |           |                                     |                                    |                      |                                           |                               |                                         |
| 119 | 11        | We Built This Glee Club             | We Built This Glee Club            | 13. März 2015        | 6. Sep. 2018                              | Joaquin Sedillo               | Aristotle Kousakis                      |
| Die "New Directions" und die "Warblers" liefern sich ein Kopf-an-Kopf-Rennen. Unterdessen muss sich Rachel entscheiden, ob sie wieder an die NYADA gehen will oder ein weiteres Broadway-Stück mit einer verflossenen Liebe aufführen möchte. Verwendete Musiktitel: Listen to Your Heart (Roxette), Broken Wings (Mr. Mister), We Built This City (Starship), Mickey (Toni Basil), Take Me to Church (Hozier), Chandelier (Sia), Come Sail Away (Styx) |           |                                     |                                    |                      |                                           |                               |                                         |
| 120 | 12        | 2009                                | 2009                               | 20. März 2015        | 6. Sep. 2018                              | Paris Barclay                 | Ryan Murphy, Brad Falchuk & Ian Brennan |
| Ein Blick in die Vergangenheit macht deutlich, warum sich die ursprünglichen Mitglieder von "New Directions" – Rachel, Kurt, Mercedes, Artie und auch Tina – damals für den Glee-Club entschieden haben. Verwendete Musiktitel: Popular (Musical: Wicked – Die Hexen von Oz), Mr. Cellophane (Musical: Chicago), I'm His Child (Zella Jackson Price), I Kissed A Girl (Katy Perry), Pony (Ginuwine), Don't Stop Believin' (Journey) |           |                                     |                                    |                      |                                           |                               |                                         |
| 121 | 13        | Träume werden wahr                  | Dreams Come True                   | 20. März 2015        | 6. Sep. 2018                              | Bradley Buecker               | Ryan Murphy, Brad Falchuk & Ian Brennan |
| Ein Blick in die Zukunft zeigt, wie das Leben der Protagonisten fünf Jahre später aussieht. Will zum Beispiel wurde zum Direktor der McKinley ernannt, die Harris inzwischen in eine Hochschule für darstellende Kunst umgeformt hat. Verwendete Musiktitel: Teach Your Children (Crosby, Stills, Nash & Young), Someday We'll Be Together (Diana Ross & The Supremes), The Winner Takes It All (ABBA), Daydream Believer (The Monkees), This Time (Original von Darren Criss), I Lived (One Republic) |           |                                     |                                    |                      |                                           |                               |                                         |